# Bolzano
Bolzano (AFI: /bolˈt͡sano/, , pronuncia locale /bolˈd͡zano/; in tedesco Bozen, AFI: /boːt͡s(ə)n̩/, ; in ladino Balsan, Bulsan o Busan, AFI: /bʊlˈzan/ o /balˈzan/; Pouzen, Poazen o Pöazen in dialetto sudtirolese) è un comune italiano di 106 177 abitanti, capoluogo dell'omonima provincia autonoma in Trentino-Alto Adige.
La popolazione della città di Bolzano, secondo il Censimento dei gruppi linguistici del dicembre 2024, è per il 74,71% di lingua italiana, per il 24,74% di lingua tedesca e per lo 0,55% di lingua ladina. L'agglomerazione, comprendente i comuni di Appiano sulla Strada del Vino, Bronzolo, Cornedo, Laives, Ora, San Genesio, Terlano e Vadena, al 1º gennaio 2022 contava 167 912 abitanti.

## Geografia fisica

### Territorio

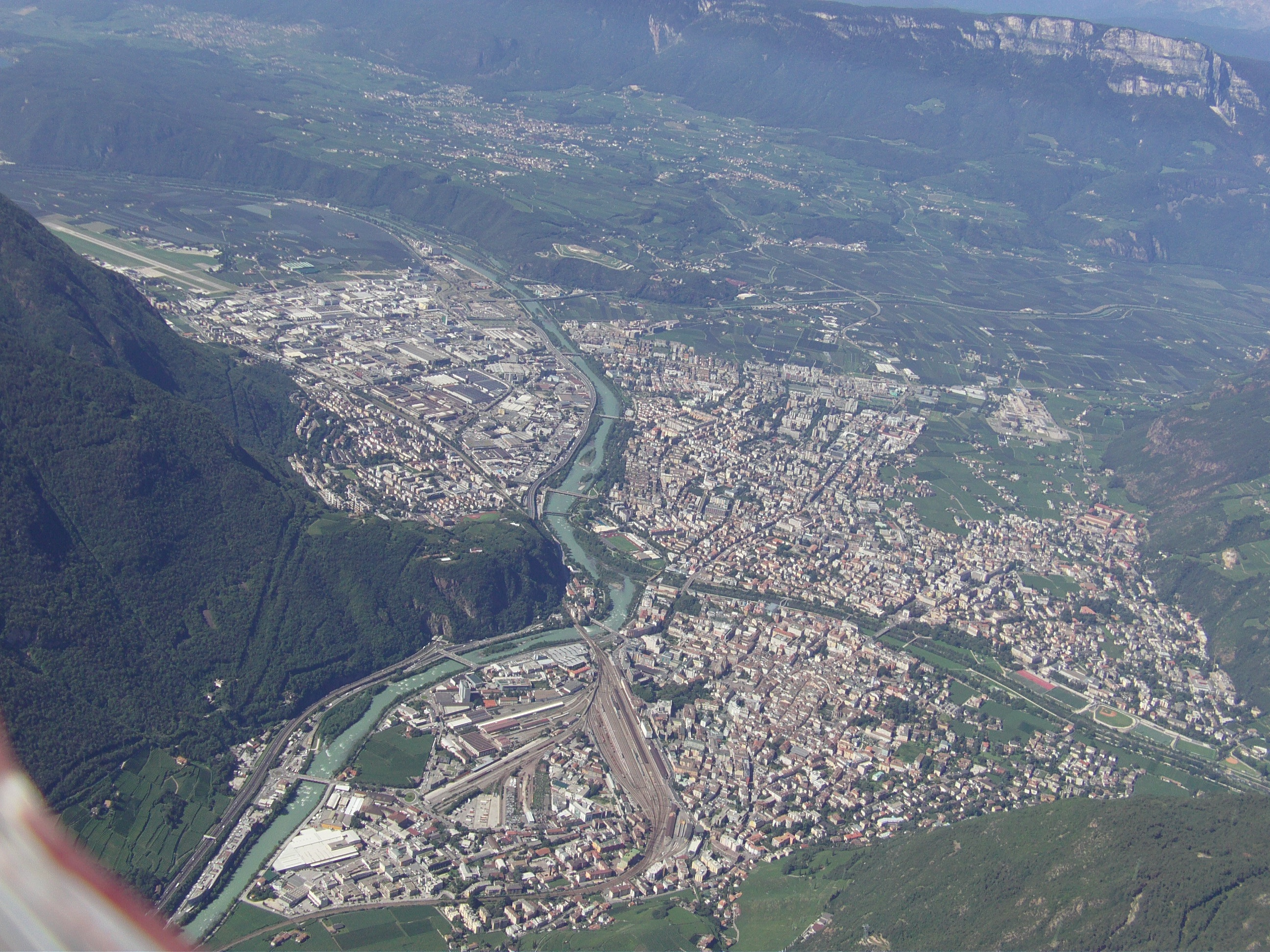
Veduta aerea di Bolzano guardando da nord-est verso sud-ovest

Bolzano è situata alla quota di 265 m nella parte orientale dell'ampia conca originata dalla congiunzione delle valli dell'Isarco, Sarentina e dell'Adige. La conca è delimitata a ovest dalla catena della Mendola, a nord-ovest dell'Altopiano del Salto (1500 m), a nord-est da una cima minore del Renon chiamata Monte Tondo (1110 m) e a sud-est dal Monte Pozza (1619 m) sul cui versante settentrionale si trova la località Colle, il cui nome è spesso impropriamente usato per designare l'intero monte.
Una piccola balza rocciosa di quest'ultimo, chiamata Virgolo, si erge verticalmente a ridosso della città.
La città è collegata ai tre monti più vicini da funivie che superano ciascuna circa mille metri di dislivello: la funivia del Colle che risale il Monte Pozza sino al Colle di Villa, quella del Renon con arrivo a Soprabolzano e quella di San Genesio che raggiunge l'omonimo paese sull'altopiano del Salto. Dalla città, guardando in direzione est lungo la val d'Isarco, si vede il poco lontano e suggestivo Catinaccio (3004 m), che è parte delle Dolomiti, con le caratteristiche Torri del Vajolet.
Bolzano è attraversata dal torrente Talvera che confluisce in città nel fiume Isarco, il quale a sua volta si getta nell'Adige pochi chilometri a sud della città stessa. Il nucleo storico della città risiede nel triangolo delimitato a ovest dal torrente Talvera, a sud dal fiume Isarco e a nord-est dal Monte Tondo.

### Clima
Il clima della città, situata in un fondovalle alpino, risulta essere subcontinentale, con minime invernali di norma sotto lo zero e massime estive anche oltre i 35 °C; le precipitazioni non sono molto abbondanti, cadendo medialmente poco più di 700 mm di pioggia annui che si distribuiscono con un massimo in estate, quando possono svilupparsi temporali, e un minimo in inverno quando generalmente compaiono sotto forma di neve.
Le aree del territorio comunale situate a quote superiori sono caratterizzate da un clima alpino, i cui caratteri variano in funzione dell'altitudine, dell'orografia e dell'esposizione.
D'estate fa molto caldo e in inverno abbastanza freddo, per colpa anche della posizione in una conca che impedisce il ricambio d'aria.

## Origini del nome
(J. Widemann, Die Traditionen des Hochstifts Regensburg, anno 996-1000)

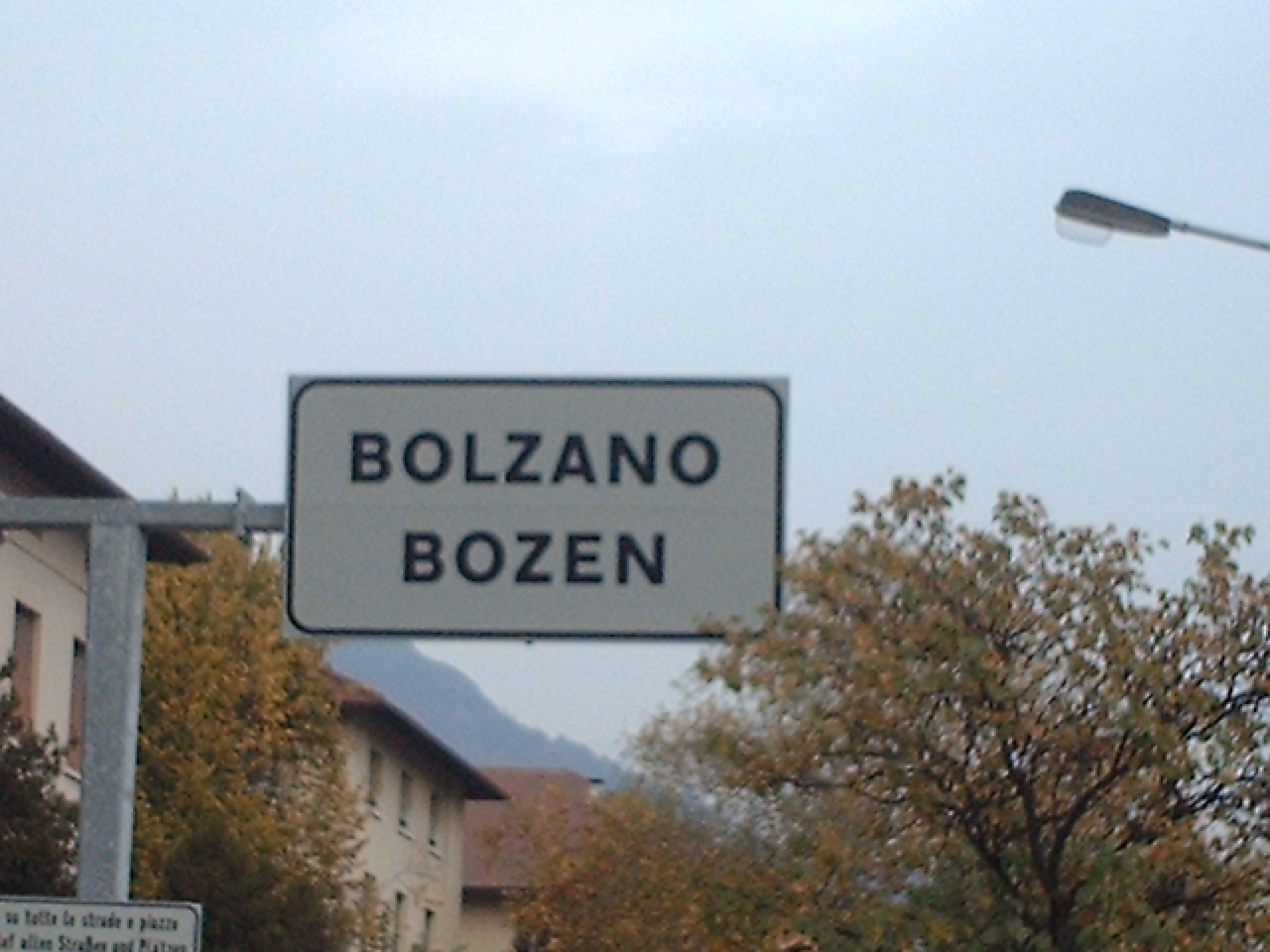
Cartello stradale bilingue

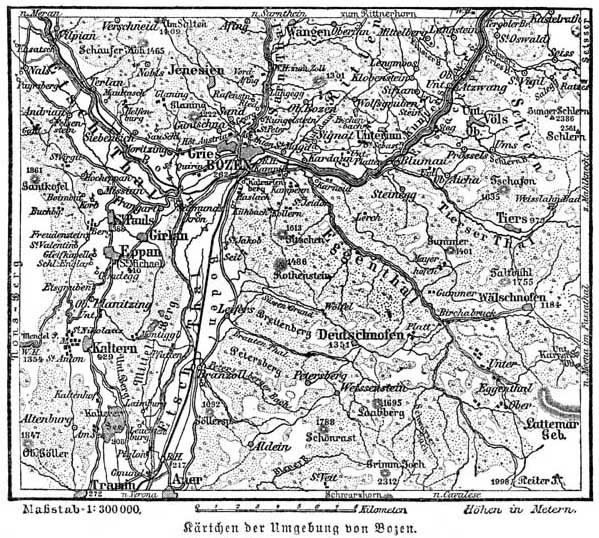
Mappa di Bolzano e dintorni (1885-1890)

Il nome latino "Pons Drusi" non è alla base del nome odierno. Vi sono due principali ipotesi sulla derivazione del nome "Bolzano" e "Bozen". La più diffusa è quella che indica il territorio di Bolzano come un antico possedimento di un uomo di nome "Bautius" (o "Baudius"), da cui derivò "Praedium Bautianum" o "Baudianum", ovvero "podere di Bautius" (o Baudius), poi tramutatosi in "Bauzanum", da cui attraverso varie trasformazioni il nome in italiano, tedesco e ladino. La seconda ipotesi farebbe derivare il nome da un ipotetico "Castellum Balteanum", ossia "accampamento in terreno paludoso", dall'indoeuropeo *balt (la stessa radice da cui deriva la parola "Baltico").
Il toponimo è attestato già dal tardo VII secolo come "Bauzanum, Bauzana, Pauzana" e "Pozana", dai quali nomi sono derivate l'odierna forma tedesca "Bozen", conosciuta già nel 1133 (nell'età moderna scritta anche "Botzen" o "Potzen") e quella italiana nel 1223 (nell'età moderna anche nella variante "Bolgiano"). I nomi dialettali tedeschi sono "Boazen" (/'po:atsən/) o "Bouzen" (/'po:utsən/) e la /p/ è una caratteristica molto diffusa nella storia toponomastica (Pauzana, Pozana, Poczen, Pozen e Potzen), anche per la particolarità della pronuncia bavaro-austriaca che scambia spesso le /b/ con le /p/. Da "Pulsan" del 1500 derivano i nomi ladini:
- Balsan (ladino badioto)
- Bulsan (gardenese)
- Bolsàn (fodom)
- Busan (fassano e ampezzano)

## Simboli

### Stemma

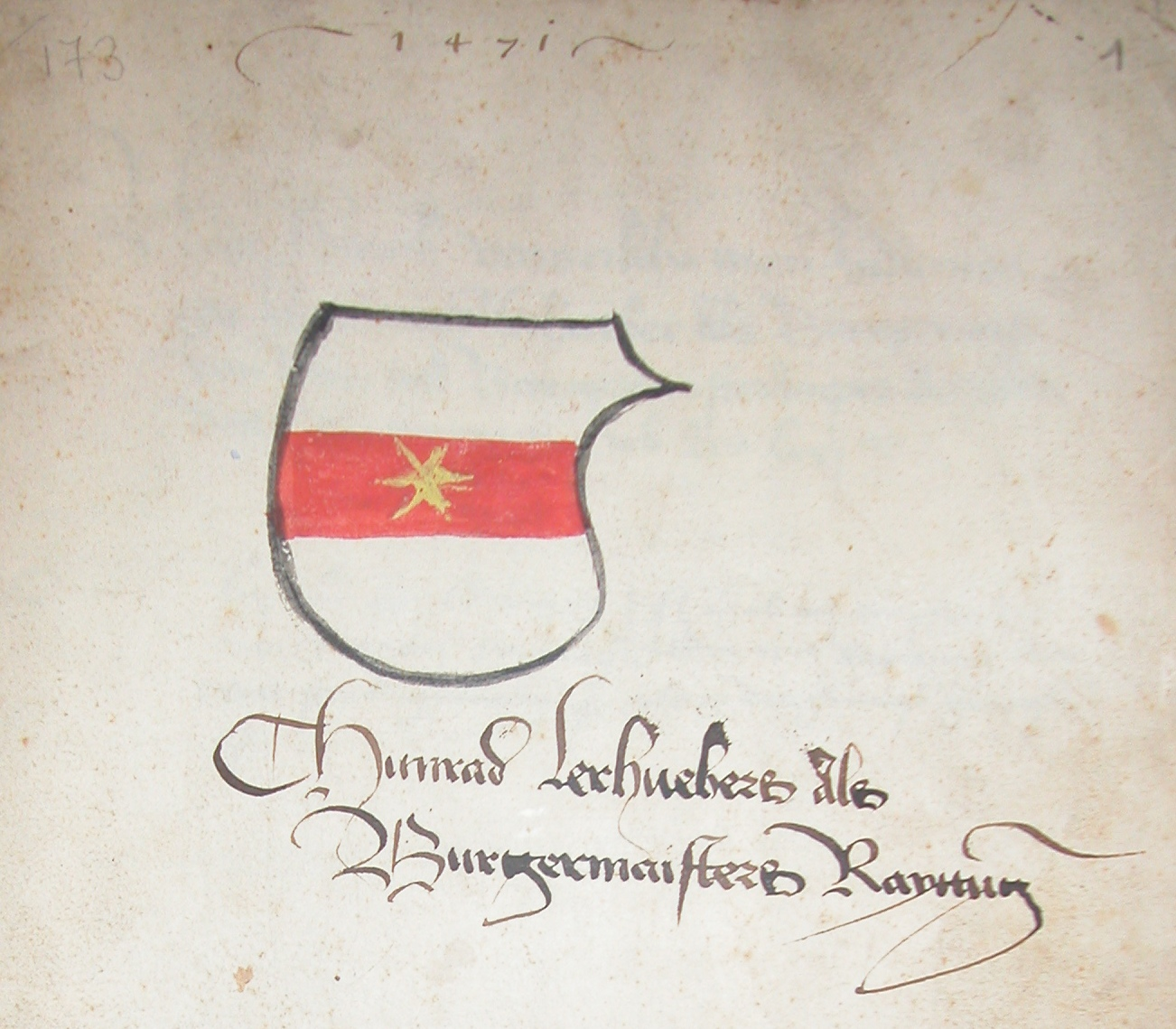
Frontespizio del registro contabile del borgomastro Konrad Lerhuber del 1471 con lo stemma cittadino a colori

La città di Bolzano possiede il suo stemma, unitamente all'istituzione del consiglio comunale, dal 1381, grazie al conferimento di apposito privilegio da parte del duca Leopoldo III d'Austria. Lo stemma evoca i colori austriaci invertendone semplicemente l'ordinamento (bianco-rosso-bianco); al centro campeggia una stella a sei punte dorata, che verosimilmente fa riferimento alla Stella Maris, tipica rappresentazione allegorica della Madonna (patrona del duomo cittadino) nella liturgia cattolica.
Dopo essere stato modificato dal regime fascista nel 1931, nel contesto della sua campagna di italianizzazione dell'Alto Adige, lo stemma fu ristabilito nel dopoguerra, da ultimo con delibera del consiglio comunale di Bolzano nel 1988.

### Patroni

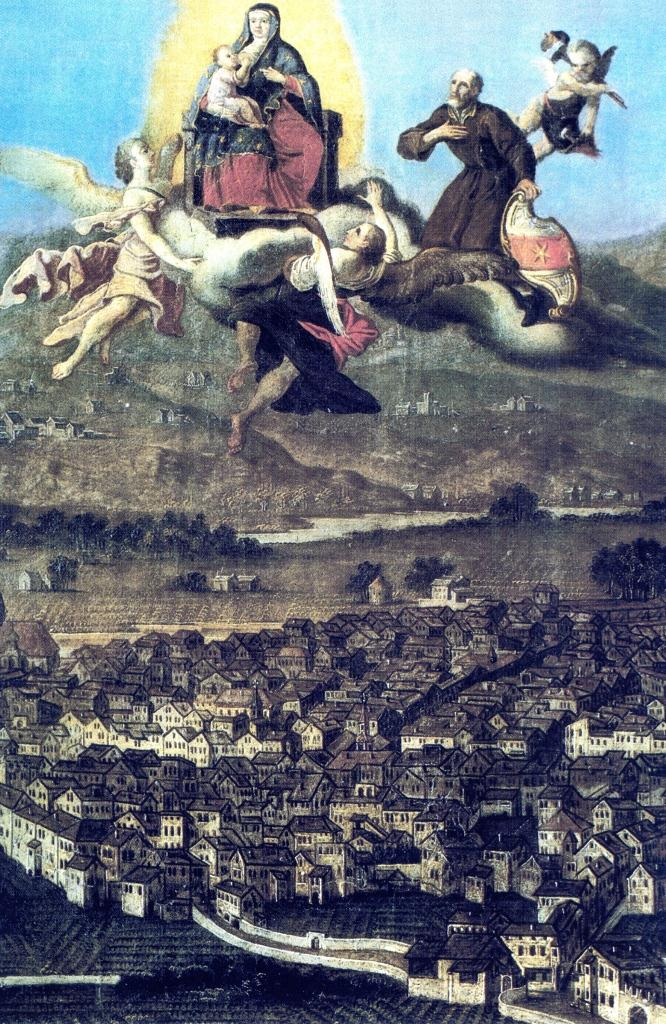
Veduta di Bolzano con la Beata Vergine e il beato Arrigo quali patroni della città. Olio su tela, 1802 ca., Museo Civico di Bolzano

Tradizionalmente considerati i due patroni della città sono la Beata Vergine e Arrigo da Bolzano.

## Monumenti e luoghi d'interesse

### Castelli e residenze nobiliari

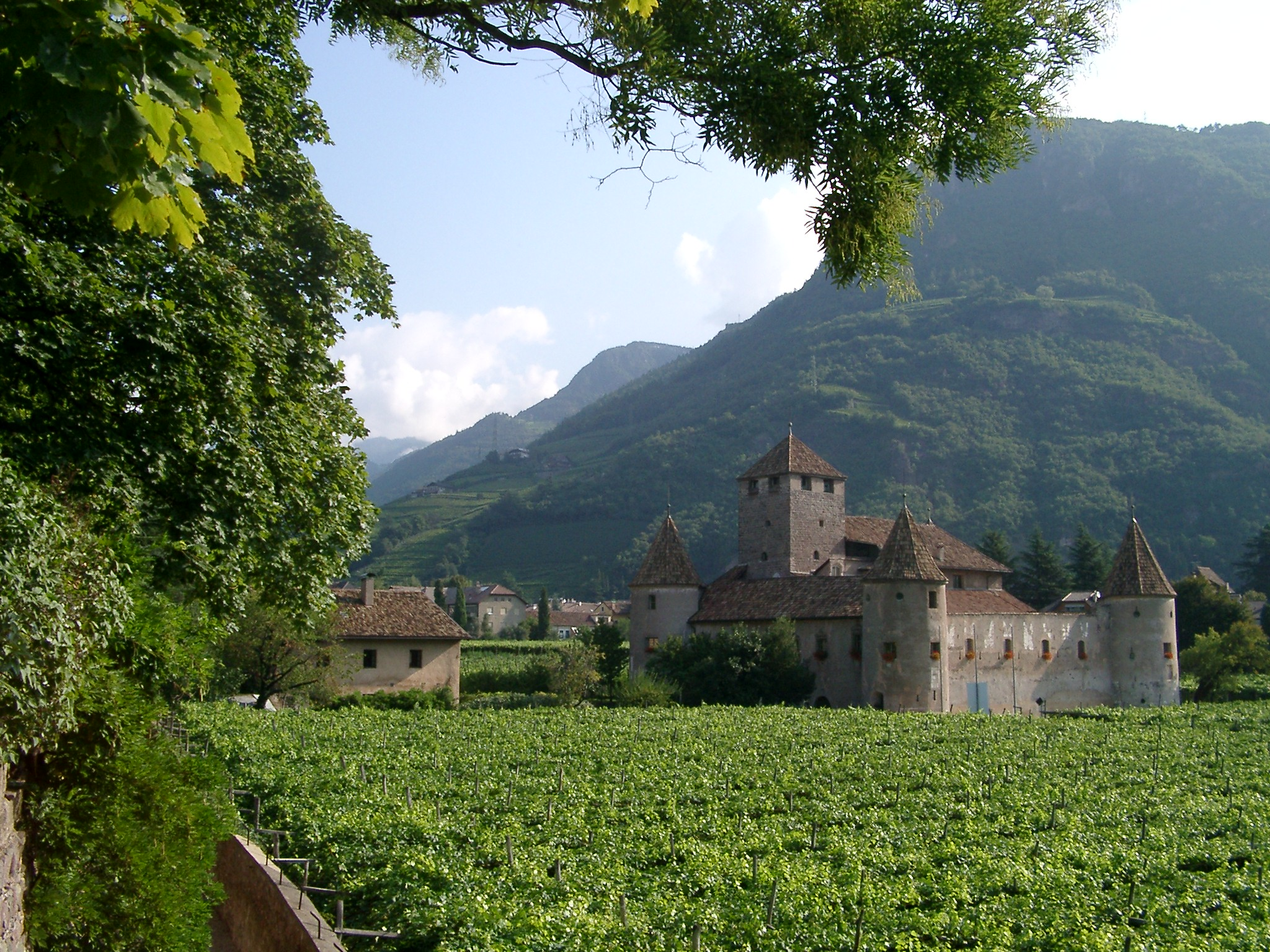
Castel Mareccio

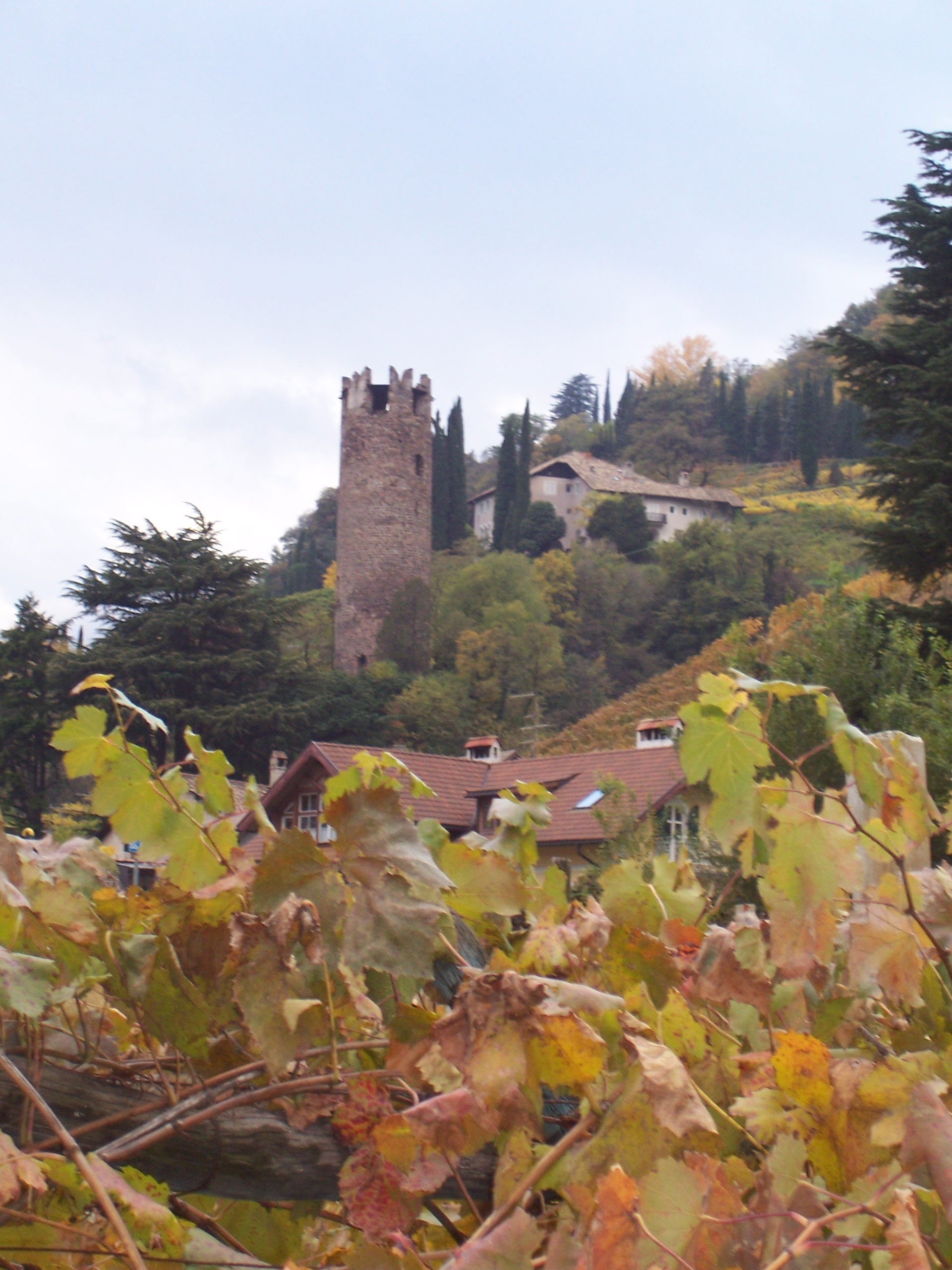
Torre Druso

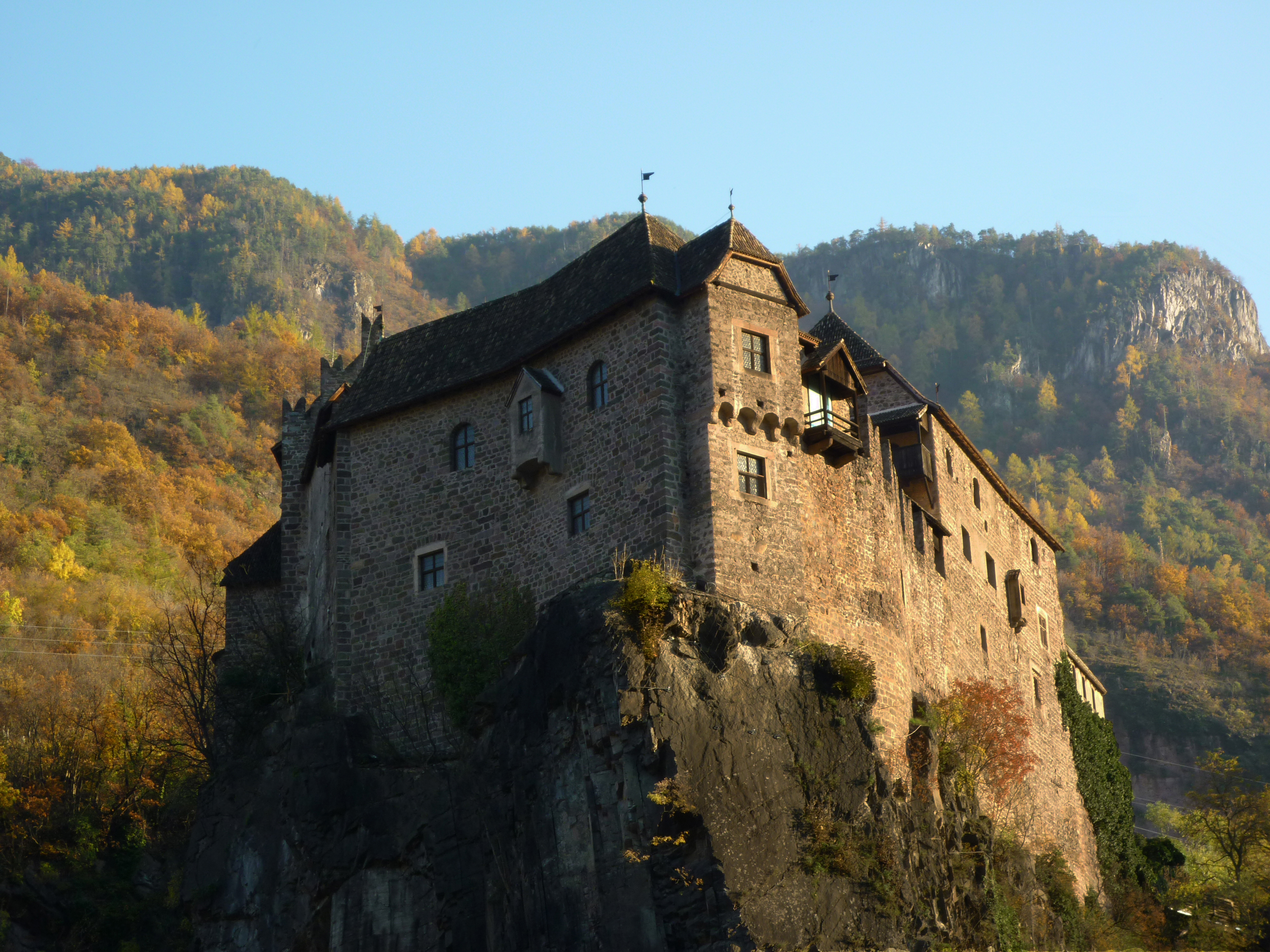
Castel Roncolo

Numerosi sono i castelli e le residenze storiche sul territorio comunale o nelle immediate vicinanze: per questo motivo la conca di Bolzano è considerata la zona con la più alta densità di castelli in Europa.
- Residenza Berndorf: dimora della famiglia patrizia dei von Hepperger, maniero del XVII secolo, rimaneggiato nel XIX secolo, posto a Gries
- Castel Firmiano: domina dall'alto il corso del fiume Adige. È stato ristrutturato e ora è la sede principale del Museo della Montagna ideato dal famoso alpinista Reinhold Messner.
- Castel Flavon: castello medievale dei signori von Haselberg, domina il rione di Oltrisarco-Aslago, e ha subito un'importante ristrutturazione
- Palazzo Gerstburg: dimora seicentesca dei Gerstl von Gerstburg, poi dei Giovanelli, con dipinti settecenteschi di Martin Knoller, sede del Tribunale amministrativo regionale
- Castel Hörtenberg: situato nel quartiere di S. Osvaldo, eretto nel XVI secolo dalla famiglia Hörtmair, poi dei signori Fuchs von Fuchsberg e dei Giovanelli[22]
- Castel Klebenstein: dimora nobiliare del XIII secolo
- Castel Mareccio: situato in pieno centro storico, lungo il corso del Talvera, circondato da vigneti. Affreschi del XVI secolo; alcune sale vengono adibite a numerose e prestigiose mostre temporanee
- Palazzo Menz: residenza della famiglia patrizia dei Menz, banchieri settecenteschi, in via della Mostra, adornato all'interno di pregevoli affreschi di Karl Henrici[23]
- Castel Niederhaus, in via della Rena, abbattuto nel 1898
- Castel Novale: situato all'imbocco della Val Sarentina
- Residenza Oberpayrsberg: già maso della chiesa vescovile di Augusta e poi maniero dei Boymont-Payrsberg e dei Niedertor, oggi famiglia von Braitenberg
- Palazzo Pock: già dei signori locali von Liechtenstein, storica sede del primo Teatro a Bolzano e dell'albergo Kaiserkrone, in piazza della Mostra[24]
- Palazzo Prackenstein: dimora storica in via Cavour, già di proprietà dei nobiliari Goldegg zu Lindenburg
- Castel Rafenstein: rovine dal Due al Cinquecento, risanate dal 2010
- Castel Rendelstein: castelletto del 1200, lungo il corso del Talvera
- Castel Roncolo: situato all'imbocco della Val Sarentina nel comune di Renon ma di proprietà della città di Bolzano. È detto "il maniero illustrato" (Bilderburg) per gli affreschi tre e quattrocenteschi.[25] Ampio spazio dedicato a mostre permanenti e temporanee
- Residenza Rottenbuch: dimora nobiliare del XVII secolo, eretta da David Wagner, originario di Augusta, capostipite dei conti von Sarnthein,[26] sede della Soprintendenza ai beni culturali[27]
- Palazzo Stockhammer, in via Talvera, dimora patrizia del '700
- Palazzo Stillendorf: dimora dei nobili von Zallinger-Stillendorf, presso la Chiesa al Sacro Cuore
- Palazzo Thurn: dimora dei nobili von Zallinger-Thurn in via Dr. Streiter
- Palazzo Toggenburg: già sede dell'antico giudizio dei signori di Wanga, poi dei conti Sarnthein, dal XIX secolo proprietà dei conti Toggenburg
- Palazzo Trapp: residenza dei conti von Trapp, in via della Mostra
- Torre Druso: torre merlata del XIII secolo
- Castel Weinegg: ne è rimasto solo la cappella di San Vigilio alle pendici del Virgolo

Ville storiche
- Villa Bittner
- Villa Defregger
- Villa Grabmayr
- Villa Wendlandt
- Villa Zeltnerheim

### Chiese cattoliche

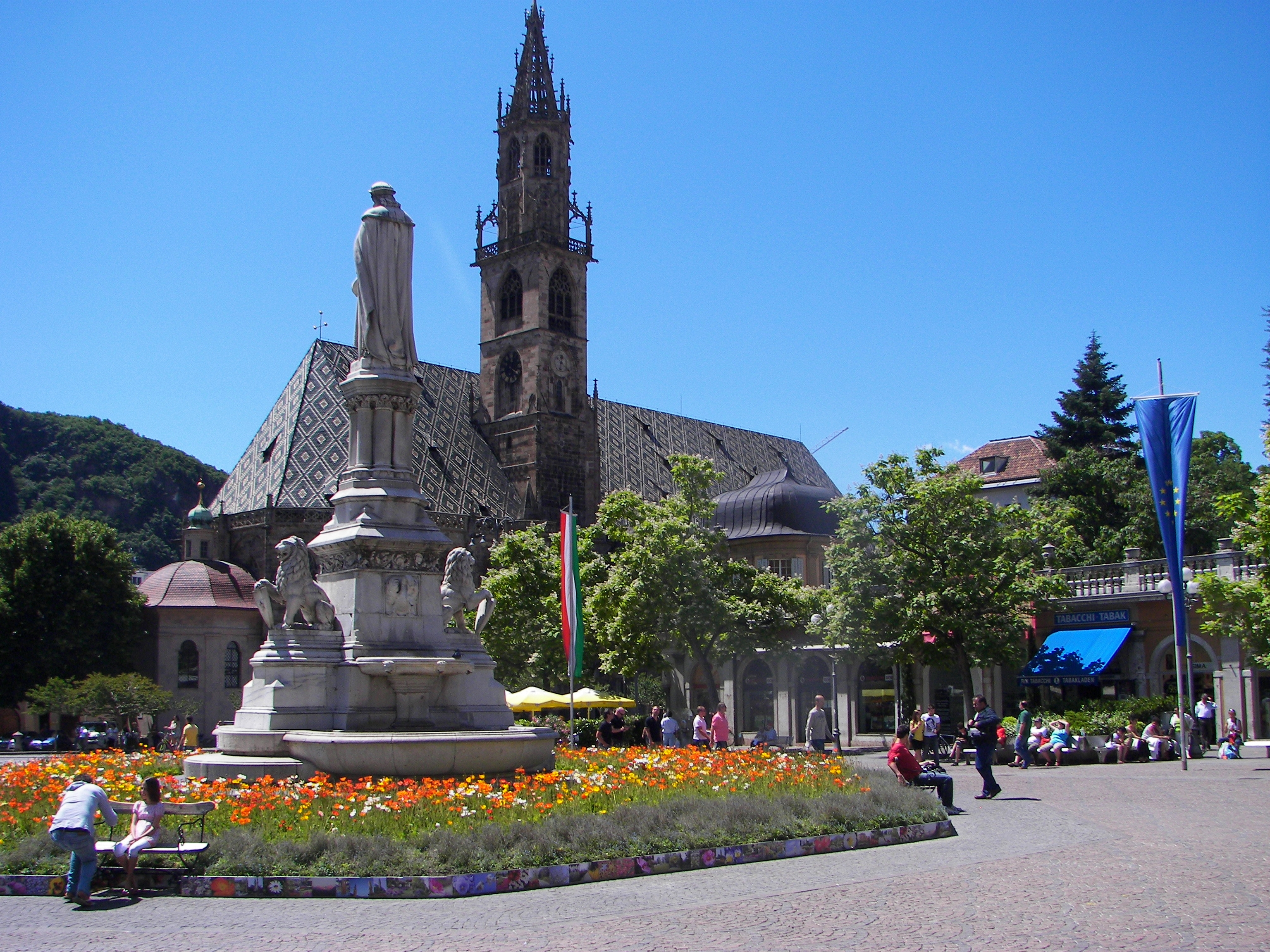
Il Duomo visto da piazza Walther

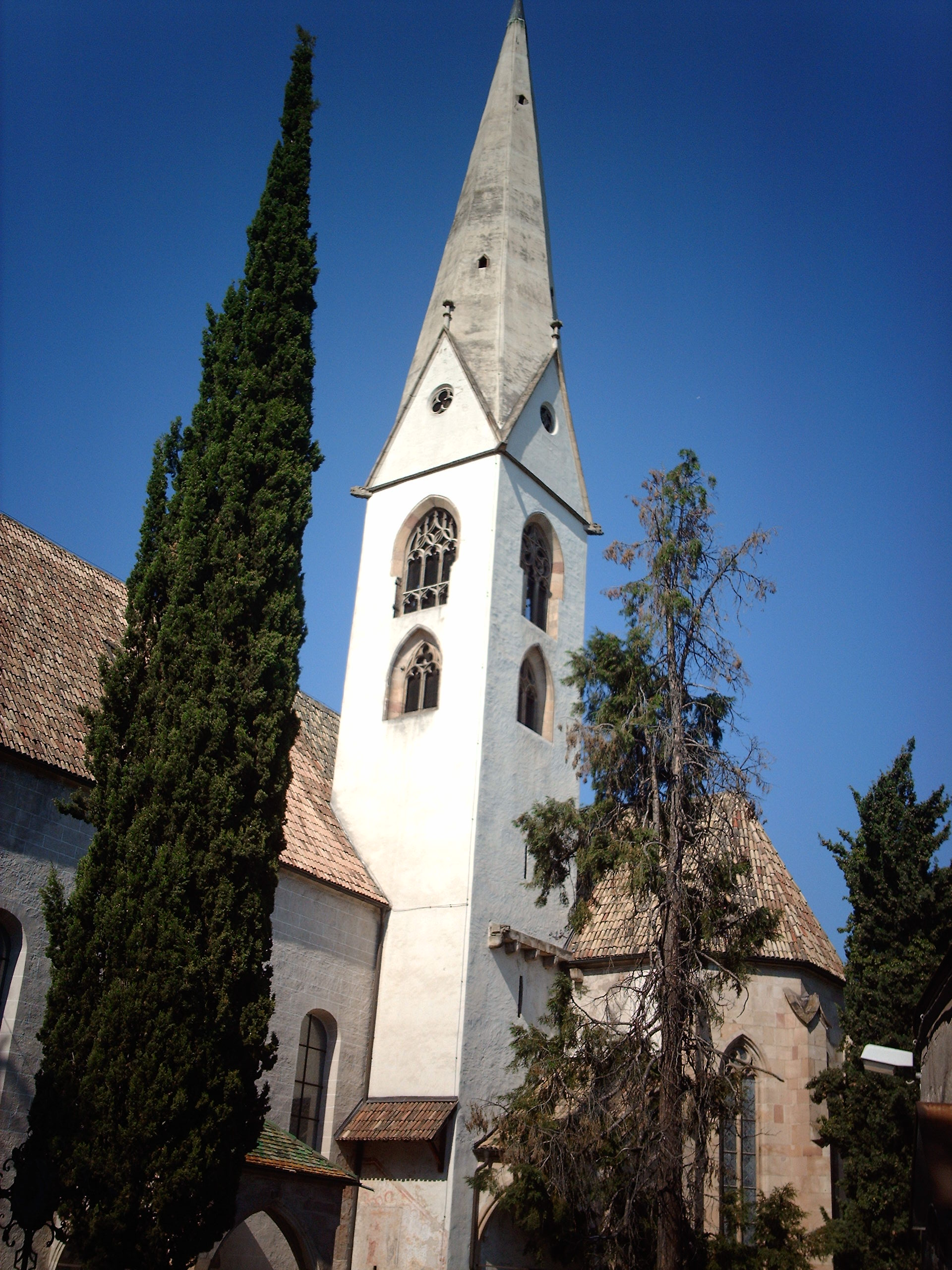
La Vecchia Parrocchiale di Gries

- Duomo di Bolzano, concattedrale della Diocesi di Bolzano-Bressanone in stile gotico e romanico dedicata a Santa Maria Assunta
- ex Cappella di Sant'Andrea, in piazza del Grano
- Chiesa dei Domenicani, con chiostro in stile gotico
- Chiesa dei Cappuccini, risalente al XVII secolo con sotterraneo contenente reperti archeologici di epoca romana e medievale
- Chiesa dei Francescani, con chiostro in stile gotico
- Abbazia di Muri-Gries, antico castello principesco medievale, dai primi del Quattrocento monastero prima agostiniano, poi benedettino
- Chiesa di Sant'Agostino in stile barocco contigua all'abbazia di Muri-Gries
- Chiesa di San Giovanni in Villa, piccola chiesa del XII secolo nell'omonimo quartiere a ridosso del centro
- Chiesa dell'Ordine Teutonico, complesso del XIV secolo
- Vecchia Parrocchiale di Gries, contiene un crocifisso romanico del 1200 e il prezioso altare a scrigno di legno dello scultore Michael Pacher
- Chiesa di Santa Maddalena, chiesa del XII secolo nell'omonimo quartiere vinicolo
- Chiesa del Calvario al Virgolo, chiesa barocca del Settecento su una rupe dominante la città
- Chiesa di San Vigilio al Virgolo, chiesa romanica del XIII secolo
- Chiesa di San Martino a Campiglio, chiesa situata nella zona di Campiglio a fianco all'autostrada
- Chiesa del Sacro Cuore, del XIX secolo
- Chiesa di Cristo Re, del 1938-1940
- Chiesa dei Carmelitani, del 1948
- Chiesa di San Paolo, contiene un organo costruito da Riccardo Lorenzini di Prato e inaugurato nel 2005

### Chiesa evangelica

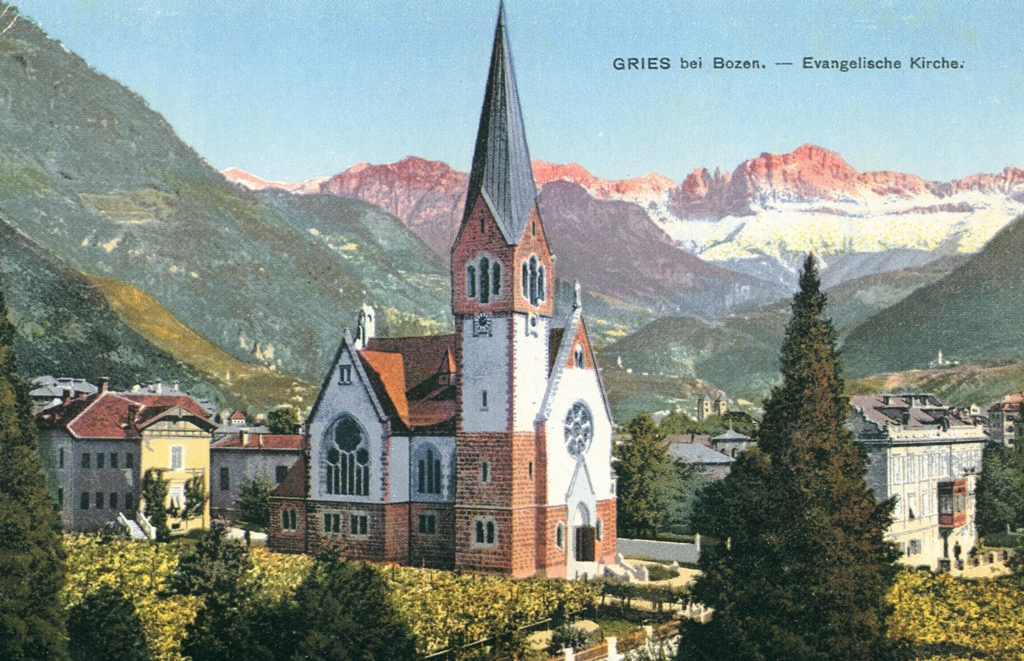
La chiesa evangelica di Bolzano su una cartolina del 1910

- Chiesa evangelico-luterana di Gries-Bolzano, eretta nel 1906-1908

### Architetture civili e monumenti
- Museo civico di Karl Delug (1905)
- Municipio di Carl Hocheder (1907)
- Palazzo delle Poste, progetto di Albert Canal (1889-1890)
- Monumento a Walther von der Vogelweide, nell'omonima piazza, opera dello scultore Heinrich Natter (1889)
- Monumento a Re Laurino, in piazza Silvius Magnago, opera dello scultore Andrä Kompatscher (1914)
- Monumento alla Vittoria, nell'omonima piazza, opera dell'architetto Marcello Piacentini (1928)
- Edificio Sede dell'EURAC e Convenzione delle Alpi (ex Casa GIL), Francesco Mansutti e Gino Miozzo (1934-1936), progetto di ampliamento Klaus Kada (1998-2001)
- ex Casa del Fascio del 1939-1942, diventata dopo la guerra sede di Uffici finanziari
- Area ex Semirurali - Carlo Aymonino (1979-1986)
- Teatro Comunale - Marco Zanuso (1999)
- Museion - progetto di KSV Krüger Schuberth Vandreike (2008)
- Nuova sede della provincia "Palazzo II" - Oswald Zöggeler (1997-2001)

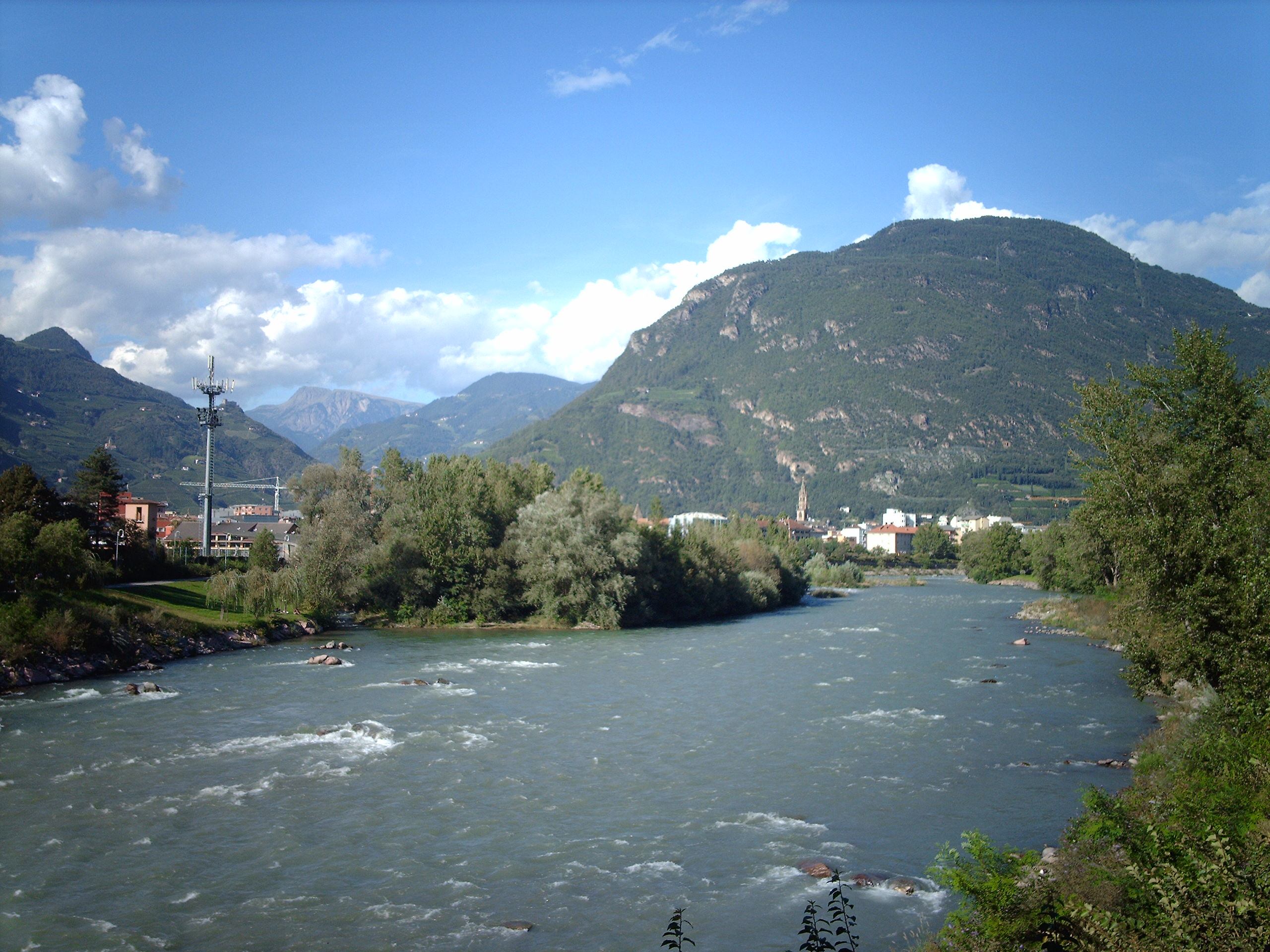
Panorama di Bolzano da ponte Roma

## Società

### Evoluzione demografica

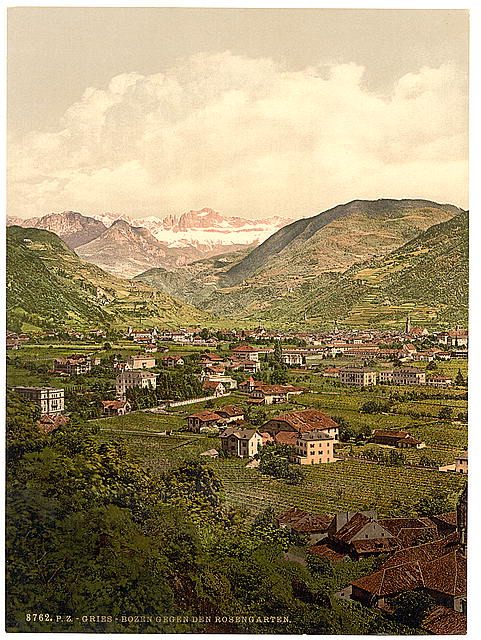
Fotografia (colorata ex post) di Gries verso il Catinaccio del 1890 ca.

La popolazione della città, dopo anni di continuo calo (con il minimo storico degli ultimi trent'anni al censimento del 2001 con meno di 95 000 persone censite), è ora in netta ripresa, soprattutto grazie al saldo migratorio. Dopo avere contato una popolazione residente prossima ai 100 000 abitanti per tutto il 2006 e all'inizio del 2007, ha superato nuovamente il limite nel mese di marzo 2007. Bolzano ha registrato il primo superamento della quota dei 100 000 abitanti nel novembre 1966 arrivando al massimo il 31 dicembre 1975 con 107 112 residenti, con un successivo calo progressivo fino a oltrepassare in negativo il limite nel corso del 1991.
Come già menzionato, la popolazione cittadina ha subito negli anni ottanta e novanta un marcato decremento, in buona parte legato al trasferimento di molti bolzanini in comuni limitrofi (Laives, Bronzolo, Appiano, Terlano), la cui popolazione è fortemente cresciuta negli stessi anni. A Bolzano vive il 20,4% dell'intera popolazione provinciale, e considerando l'intera agglomerazione (circa 150 000 abitanti), la popolazione concentrata in città e nei comuni limitrofi incide per circa il 30% a livello provinciale.
Il territorio di Bolzano è stato allargato due volte:
- Dodiciville (1911)
- Gries (1925)

I tre territori storici di Bolzano (centro storico), Dodiciville e Gries costituiscono i tre comuni catastali dell'odierna Bolzano.
Abitanti censiti

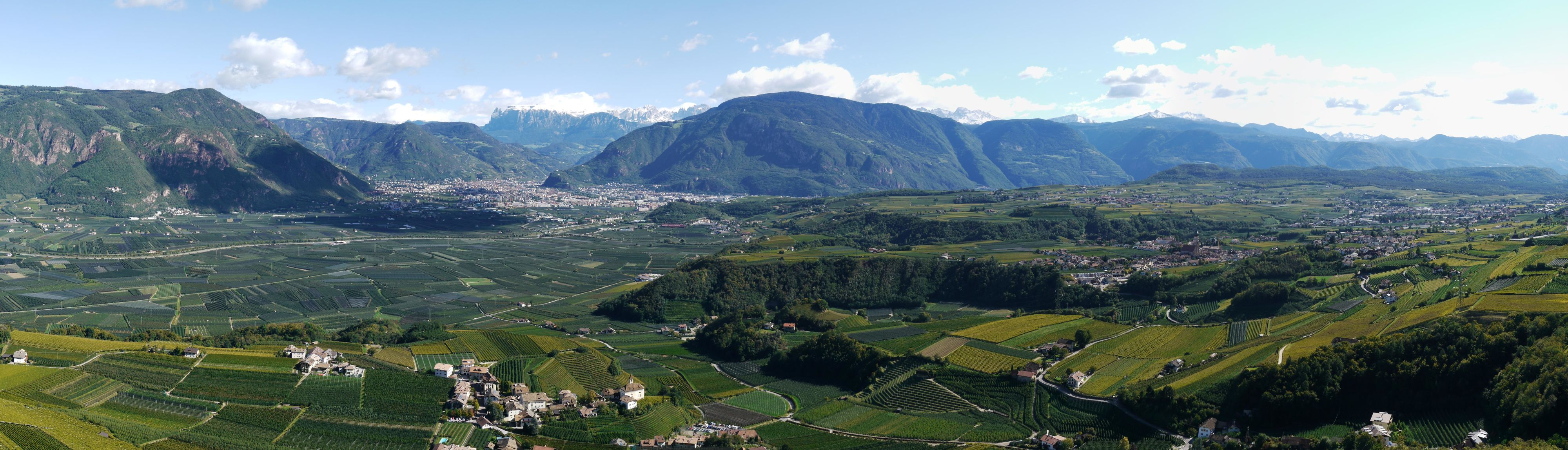
Panorama di Bolzano, da Castel Boymont

Evoluzione demografica per comuni storici:

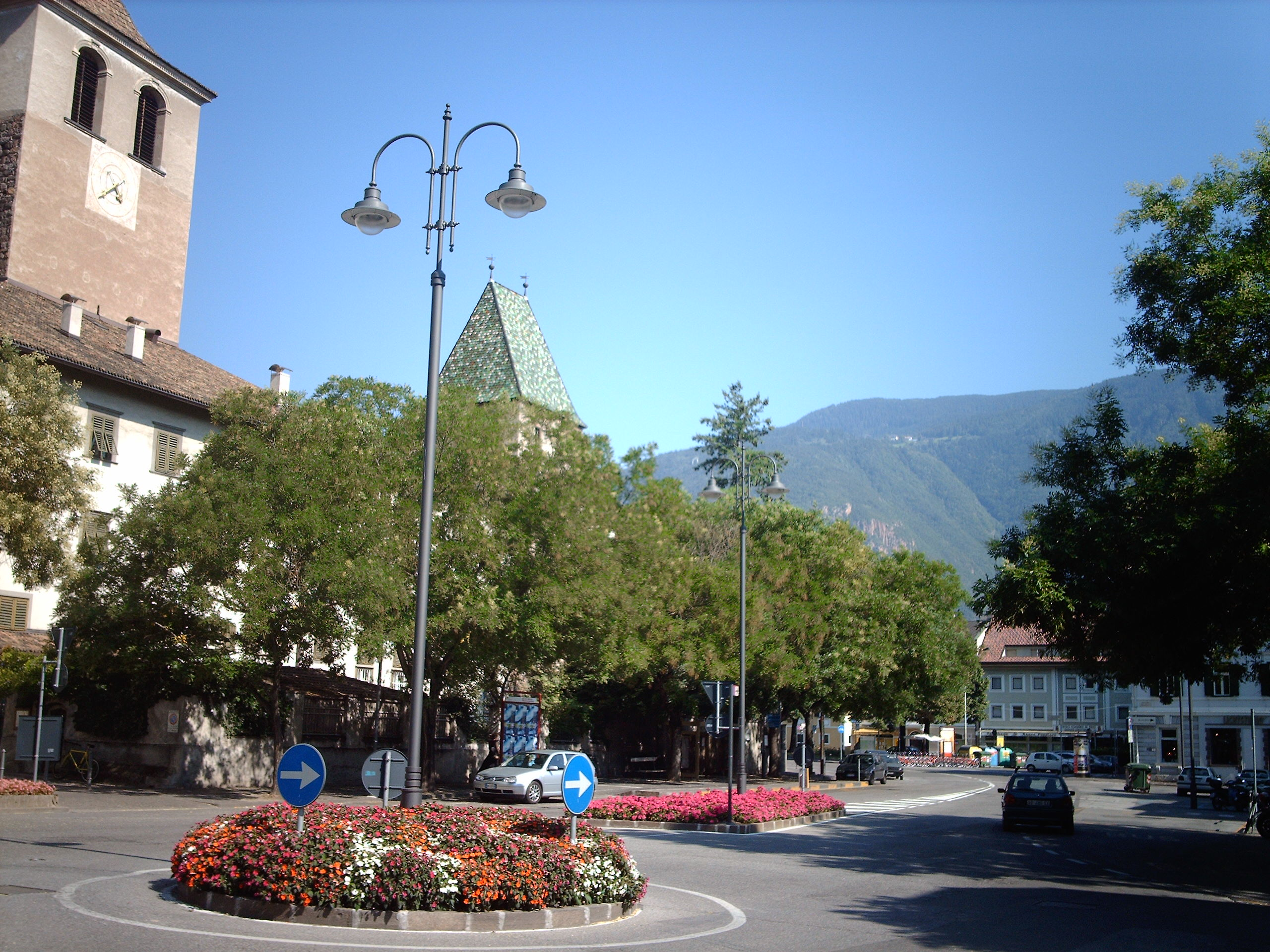
Centro del quartiere di Gries

Città di Bolzano (fino al 1911 senza Dodiciville e fino al 1925 senza Gries)
- 1890: 11 292
- 1900: 12 872
- 1910: 13 640

Comune di Dodiciville (<1911)
- 1890: 5 276
- 1900: 5 386
- 1910: 9 558

Comune di Gries (<1925)
- 1890: 3 212
- 1900: 4 271
- 1910: 6 043

### Gruppi linguistici
| Ripartizione linguistica | 1880   | 1890   | 1900   | 1971   | 1981   | 1991   | 2001   | 2011   | 2024   |
| ------------------------ | ------ | ------ | ------ | ------ | ------ | ------ | ------ | ------ | ------ |
| Madrelingua italiana     | 11,14% | 11,98% | 11,51% | 77,22% | 73,63% | 72,59% | 73,00% | 73,80% | 74,71% |
| Madrelingua tedesca      | 88,86% | 88,02% | 88,49% | 22,40% | 25,77% | 26,62% | 26,29% | 25,52% | 24,74% |
| Madrelingua ladina       | /      | /      | /      | 0,38%  | 0,60%  | 0,79%  | 0,71%  | 0,68%  | 0,55%  |

Bolzano ha la caratteristica principale di essere una città dove convivono tre gruppi linguistici: quello italiano, quello tedesco e quello, seppur ampiamente minoritario, ladino.
All'ultimo censimento della popolazione del 2024 la maggioranza si è dichiarata appartenente al gruppo linguistico italiano (74,71%), chi si è dichiarato appartenente al gruppo linguistico tedesco raggiunge il 24,74% mentre chi si è dichiarato ladino è lo 0,55%. Bolzano è dunque uno dei sei comuni (Bolzano, Bronzolo, Laives, Salorno, Vadena e Merano) dell'Alto Adige dove la maggioranza della popolazione è italofona e di questi è quello con la percentuale superiore e in aumento rispetto al precedente censimento del 2011 (73,80%).
Gli italofoni sono sparsi in tutti i quartieri della città anche se sono in minoranza in alcuni quartieri storici (Centro Storico, Rencio, Gries) e una minoranza (perlopiù trentini) era già presente in città prima dell'annessione della città all'Italia. Secondo il censimento del 1890, gli italiani erano circa il 15% della popolazione bolzanina. Il censimento del 1910 registrò un calo dei parlanti italiano o ladino, in quanto erano scesi nel comune di Bolzano, inclusa Dodiciville (escluso il comune di Gries) al 6,43% (3,74% Bolzano; 10,27% Dodiciville). La maggior parte degli italofoni non nati a Bolzano (soprattutto anziani) proviene (al 31.12.2005) da Veneto (8,20%), Trentino (5,67%) e Calabria (2,47%) e sono in diminuzione, mentre aumentano le immigrazioni da regioni come Campania, Puglia e Sicilia. Comunque il 51,23% (in diminuzione rispetto all'anno precedente) è bolzanino di nascita. Gli italofoni di Bolzano non possiedono un proprio dialetto regionale anche se nella lingua italiana parlata a Bolzano esiste una componente veneto-trentina. Molti parlano l'idioma della regione d'origine (soprattutto il veneto e il trentino). Alcune comunità regionali hanno proprie associazioni per mantenere la cultura d'origine (Club Rodigino, Fogolâr Furlan, Circolo Sardo).
I germanofoni sono in maggioranza nei quartieri storici e ad Aslago e sono piuttosto numerosi nel quartiere popolare Europa a Don Bosco. I germanofoni abitano in gran maggioranza anche la campagna bolzanina. Numerosi sono anche i cittadini germanici residenti a Bolzano. Prima dell'annessione di Bolzano all'Italia e prima dell'italianizzazione, Bolzano era una città quasi totalmente di lingua tedesca (84,99% nel 1890).
La comunità ladina di Bolzano è la più variegata dell'Alto Adige e infatti è composta da gardenesi, badioti, fassani, ampezzani e anche friulani (probabilmente anche nonesi, che pur essendosi dichiarati ladini, non vengono riconosciuti come tali). I dichiarati al gruppo linguistico ladino non superano comunque lo 0,71% e sono di fatto superati dalle comunità immigrate più numerose. A Bolzano hanno sede la Comunità ladina (Comunanza Ladina a Bulsan), la Consulta ladina istituita dalla Città di Bolzano, l'Assessorato provinciale alla Cultura Ladina e l'Istituto Pedagogico Ladino.
A Bolzano è inoltre presente la minoranza dei sinti, composta da circa 180 persone residenti perlopiù nei campi sosta della periferia della città. I sinti sono cittadini italiani residenti in Alto Adige da molte generazioni ed esiste un'associazione romanés (Nevo Drom). Negli ultimi anni si sono aggiunti circa 130 rom provenienti dalla ex Jugoslavia.

### Etnie e minoranze straniere
Negli ultimi anni la popolazione straniera residente a Bolzano è cresciuta in modo considerevole tanto da superare l'11% degli abitanti (fine 2008); nel 2006 nel capoluogo risiedeva il 31,8% della popolazione straniera in Alto Adige. Al 31 dicembre 2006 in due circoscrizioni su cinque, Centro-Piani-Rencio e Oltrisarco-Aslago, gli immigrati superano il 10% (rispettivamente il 13,6% e l'11,7%). Due comunità straniere superano le 1 000 unità (31 dicembre 2006): la maggiore è quella albanese, che al 31 dicembre 2006 contava 1 818 residenti (l'1,82% della popolazione), seguita da marocchini (1 111), pakistani (567), germanici (491), peruviani (371), ucraini (333) e macedoni (327). Abbondantemente sopra le 100 unità anche romeni, tunisini, serbi e montenegrini, moldavi, cinesi, austriaci, polacchi, bengalesi, senegalesi e croati. Le nazionalità presenti al 31 dicembre 2006 erano 105 e in numeri assoluti Bolzano ha il maggior numero di immigrati della regione. In città sono presenti molte associazioni di stranieri, una radio bolzanina dedica programmi multilingui alle principali comunità e il comune ha istituito la Consulta immigrati di Bolzano, eletta dai cittadini e dalle cittadine extracomunitari residenti in città: la consulta è composta da 16 membri e il presidente (con mandato di un anno) è l'albanese Artan Mullaymeri (dal giugno 2006). Le elezioni per la consulta registrarono una grossa affluenza.
Secondo i dati ISTAT al 31 dicembre 2023 la popolazione straniera residente era di 15.767 persone, pari al 14,87% della popolazione.
Al 2020 le nazionalità maggiormente rappresentate in base alla loro percentuale sul totale della popolazione residente erano:
1. Albania, 2 512
2. Egitto, 2 889
3. Pakistan, 1 249
4. Romania, 1 127
5. Ucraina, 809
6. Cina, 769
7. Germania, 688
8. Moldavia, 549
9. Bangladesh, 468
10. Perù, 440

### Religione

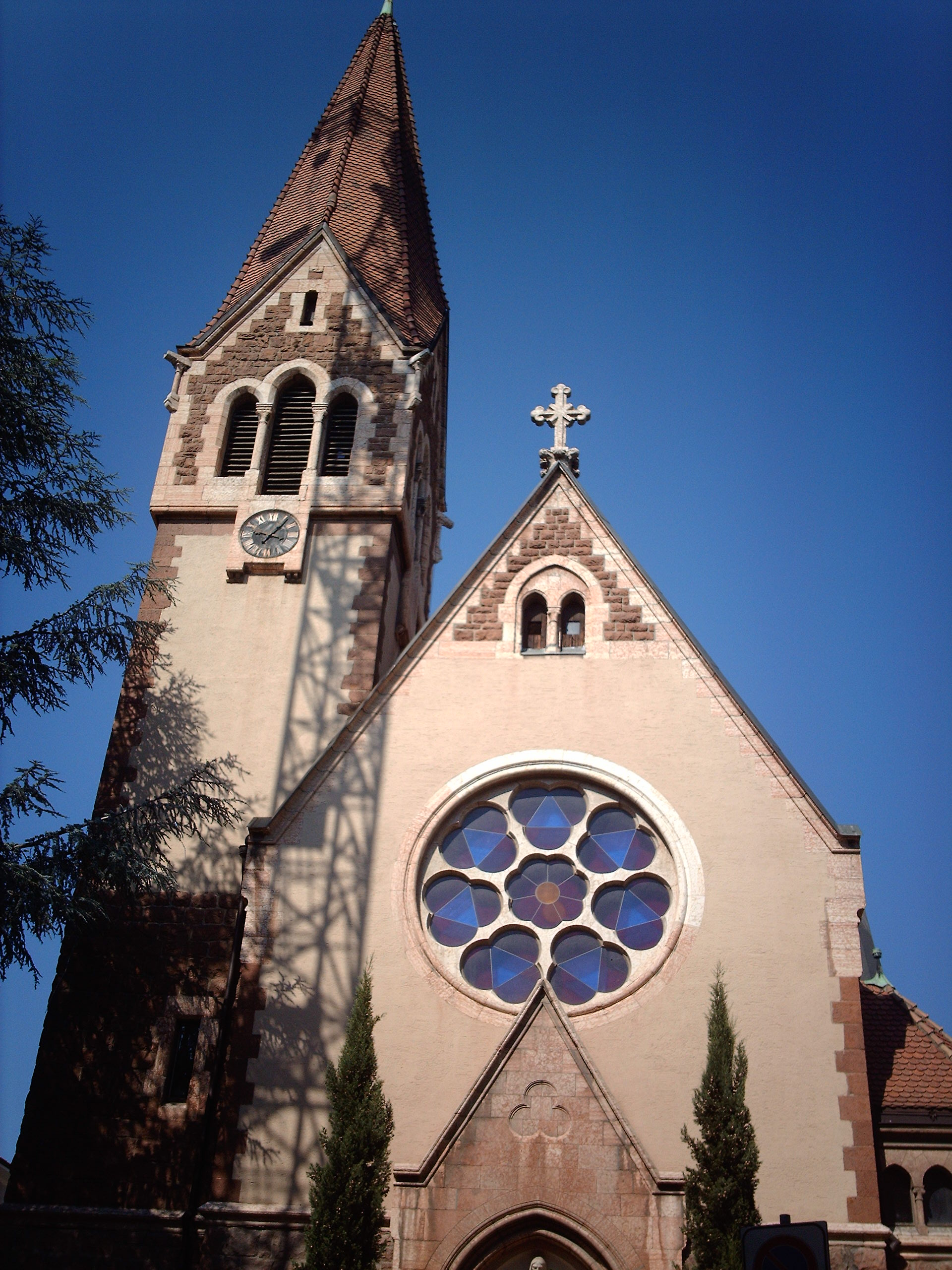
Chiesa Evangelico-luterana del 1908

La maggioranza dei bolzanini, sia italofoni sia germanofoni, è di religione cattolica romana e Bolzano è dal 1964 sede vescovile della Diocesi di Bolzano-Bressanone. Inoltre Bolzano è suddivisa in due decanati e diciannove parrocchie (10 bilingui, 7 italiane e 2 tedesche). Sempre più spesso si svolgono messe soprattutto per la comunità polacca o ispanica. A Bolzano è però presente da più di un secolo la più numerosa comunità evangelico-luterana della regione composta da circa 600 fedeli e con una propria chiesa e un proprio pastore. La comunità fa parte della Chiesa evangelica luterana in Italia e il territorio della comunità di Bolzano va dal Brennero alla riva orientale del lago di Garda e inoltre ha a disposizione uno spazio sulla radio del Sender Bozen della RAI. La chiesa evangelico-luterana è il luogo di culto anche della comunità veterocattolica facente capo alla Chiesa vetero-cattolica d'Austria. A Bolzano sono presenti anche molti testimoni di Geova e seguaci di altre confessioni libere come quelli della Chiesa cristiana avventista del settimo giorno, Chiesa neo-apostolica e della Chiesa di Gesù Cristo dei santi degli ultimi giorni (mormoni), tutte con una sede a Bolzano.
A Bolzano sono sempre state presenti piccole comunità ebraiche, anche se non sempre stabili e non numerose. La comunità ebraica più importante della regione è quella di Merano (falcidiata negli ultimi anni della seconda guerra mondiale dai nazisti, con gravi complicità locali) dove è presente una sinagoga e alla quale fanno capo tutte le famiglie ebraiche dell'Alto Adige (circa 60 membri) e quindi anche di Bolzano, dove si trova invece il più grande cimitero ebraico della regione.
Con l'immigrazione sono giunti anche i cristiani ortodossi e cattolici di rito bizantino e latino. A Bolzano esiste una comunità greco-cattolica romena che celebra la messa bizantina in lingua romena nella cappella della chiesa di San Pio X in via Resia. La comunità ortodossa romena ha le sue celebrazioni liturgiche nella piccola chiesa vicina alla stazione ferroviaria.
Una comunità russo-ortodossa storica è presente a Merano.
I musulmani superano le 3 000 unità (ossia circa il 3% della popolazione) rendendo la comunità islamica la più numerosa tra le fedi minoritarie. Nonostante ciò non sono ancora presenti luoghi di culto stabili.

### Istituzioni, enti e associazioni
Bolzano viene sempre più spesso definita e si definisce come Capitale delle Alpi o della Montagna. Anche il prestigioso quotidiano inglese Times descrive Bolzano come il «centro mondiale della storia della montagna». Infatti a Bolzano hanno sede il Museo archeologico con Ötzi, l'uomo dei ghiacci, il Museo internazionale della montagna di Reinhold Messner e Bolzano è anche sede, dal settembre 2003, con Innsbruck del Segretariato permanente della Convenzione delle Alpi. La sede è all'interno dell'EURAC. Bolzano è anche sede della segreteria dell'Euregio Tirolo-Alto Adige-Trentino. La città fa parte della comunità di lavoro Città delle Alpi ed è gemellata con la città ungherese di Sopron, ma da qualche anno intrattiene rapporti non ufficiali anche con la sua capitale Budapest, nonché con altre città europee. Nel 2008 la comunità di interessi "Città delle Alpi" ha attribuito a Bolzano il titolo di Città alpina dell'anno 2009.

### Qualità della vita
La città, secondo quanto riportato nel rapporto di Legambiente "Ecosistema Urbano 2017", si è classificata al terzo posto nella classifica delle migliori città italiane per qualità dell'ambiente e della vita. Nell'anno successivo si è aggiudicata il secondo posto.

## Cultura
Nel 2008 ha ospitato con Trento la settima edizione della mostra biennale d'arte contemporanea Manifesta ed era candidata per diventare la capitale europea della cultura nel 2019.

### Istruzione

#### Biblioteche
Fra le numerose biblioteche spiccano:
- la Biblioteca provinciale Italiana Clauda Augusta
- la Biblioteca provinciale Dr. Friedrich Tessmann
- la Biblioteca della Libera Università di Bolzano
- la Biblioteca Civica di Bolzano
- la Biblioteca dell'Eurac

Inoltre vi sono quattro archivi di rilievo, l'Archivio Provinciale di Bolzano, l'Archivio di Stato di Bolzano (Staatsarchiv Bozen), l'Archivio Storico delle Donne (Frauenarchiv Bozen) e l'Archivio Storico della Città di Bolzano.

#### Ricerca

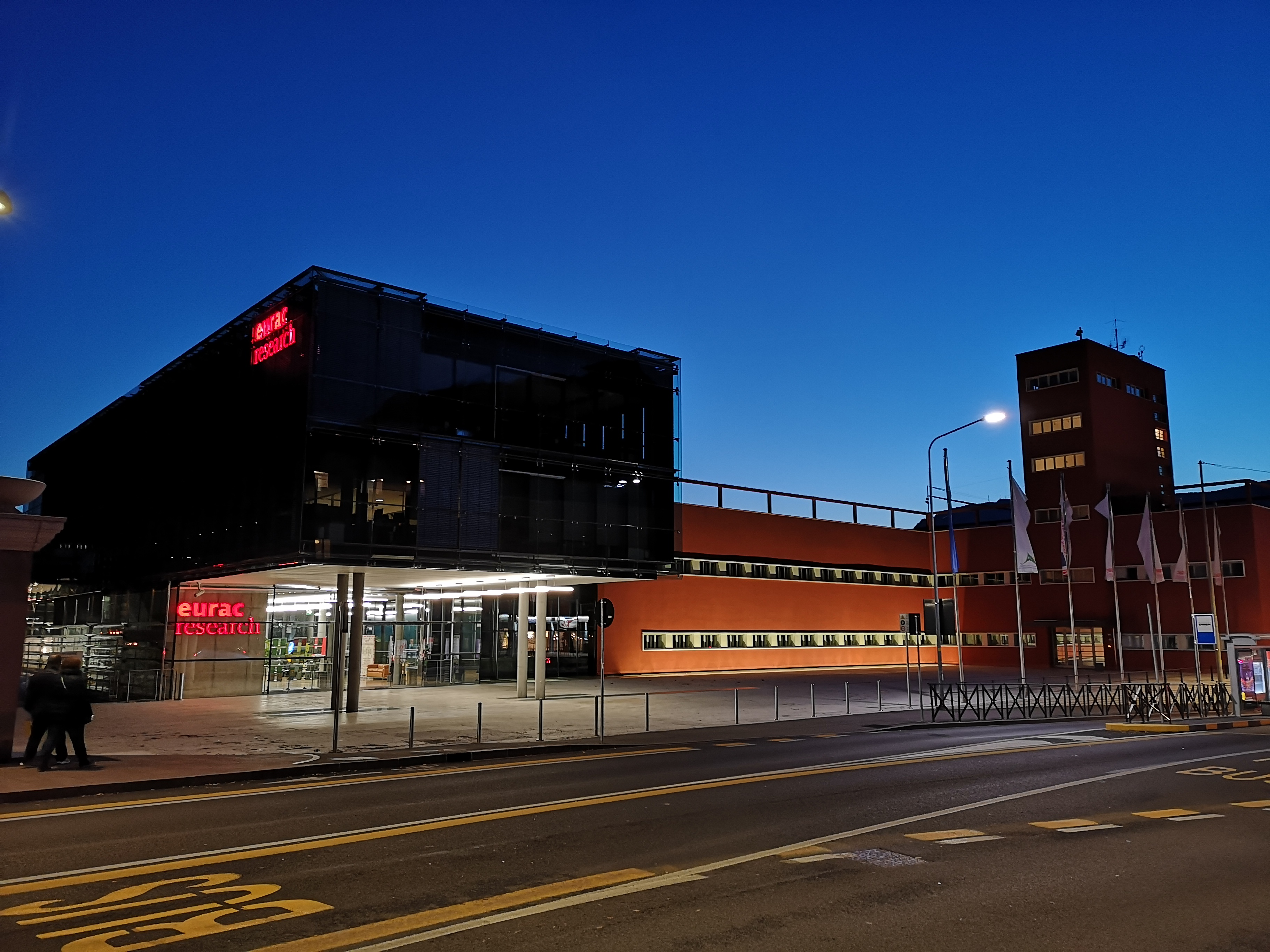
L'accademia europea di ricerca transdisciplinare Eurac Research a Bolzano

Nel campo di ricerca e innovazione sono presenti le seguenti strutture:
- La Libera Università di Bolzano è un ente attivo nella ricerca tramite numerosi progetti di ricerca di base e ricerca in partenariato con le aziende tramite le 5 facoltà di cui si compone in vari campi delle scienze, della tecnologia, dell'economia, del design e nelle scienze umanistiche
- L'Accademia Europea di Bolzano (EURAC), operativa dal 1992, è un centro di ricerca suddiviso in nove istituti che operano su aree quali la linguistica, le minoranze e le autonomie territoriali, lo sviluppo sostenibile, scienze della vita e management. I suoi ricercatori provengono da tutto il mondo. L'EURAC gode di ampio riconoscimento internazionale ed è coinvolta anche nella ricerca di una soluzione per i problemi del Kosovo ed è stata visitata anche dal Dalai Lama, interessato a trovare una soluzione di autonomia per il Tibet simile a quella dell'Alto Adige.
- L'Istituto per lo studio delle mummie, polo di ricerca dedicato allo studio e alla conservazione di corpi mummificati e imbalsamati di interesse archeologico come la mummia del Similaun.
- Il Techno Innovation Park South Tyrol (TIS), fino al 2006 Business Innovation Centre (BIC), un polo d'innovazione per la crescita e lo sviluppo globale delle imprese altoatesine. La sede del TIS occupa le piccole "torri gemelle" nella zona produttiva di Bolzano Sud. Dal 1º gennaio 2016 il TIS, insieme ad altre tre aziende controllate dalla Provincia di Bolzano (SMG, EOS e una parte della BLS) è confluito nella IDM Alto Adige-Südtirol, l'azienda speciale della Provincia di Bolzano e della Camera di commercio dedicata all'economia altoatesina. Nel 2017 nasce a Bolzano Sud il parco tecnologico NOI Techpark Südtirol-Alto Adige all'interno della sede della ex-Alumix: era previsto che il TIS avrebbe gestito i contenuti del NOI Techpark.
- Il Fraunhofer Innovation Engineering Center IEC, organizzazione di ricerca applicata; Bolzano ne è la sede italiana dal 2009.[49]
- Il Centro ricerche e sviluppo Leitner Technologies, che si occupa di innovativi sistemi di trasporto urbano e extraurbano, dal 2007.
- Nel febbraio 2010 un gruppo di ricercatori, tra cui il radiologo bolzanino Paul Gostner dell'EURAC, hanno svelato il segreto della morte di Tutankhamon.[50], così come nel 2012 chiarì la morte violente del faraone Ramses III.[51]

#### Scuole
A Bolzano sono presenti 29 scuole medie superiori frequentate da 7.864 studenti (anno scolastico 2006/2007). I bambini frequentanti le scuole elementari sono invece 4.639 (l'8,8% è straniero) e gli scolari delle medie inferiori sono 2.906 (il 7,62% è straniero): i dati sono riferiti all'anno scolastico 2004/2005. Per quel che riguarda l'istruzione superiore la città può vantare diverse strutture:
- la Scuola Provinciale Superiore di Sanità Claudiana, con 15 corsi di studio;
- Il Conservatorio Provinciale Claudio Monteverdi, già statale;
- la ZeLIG, scuola di cinema documentario triennale e trilingue (italiano, tedesco, inglese), nata nel 1988, con studenti da tutto il mondo.

Dal 1780 esiste il Liceo dei Francescani di Bolzano. L'ex Istituto Musicale Antonio Vivaldi, presente dal 1977, era una scuola civica di musica a carattere provinciale: ora afferisce all'Intendenza scolastica in lingua italiana. L'Istituto tecnico economico Cesare Battisti è nato nel 1874 come Gewerbeschule.

#### Università

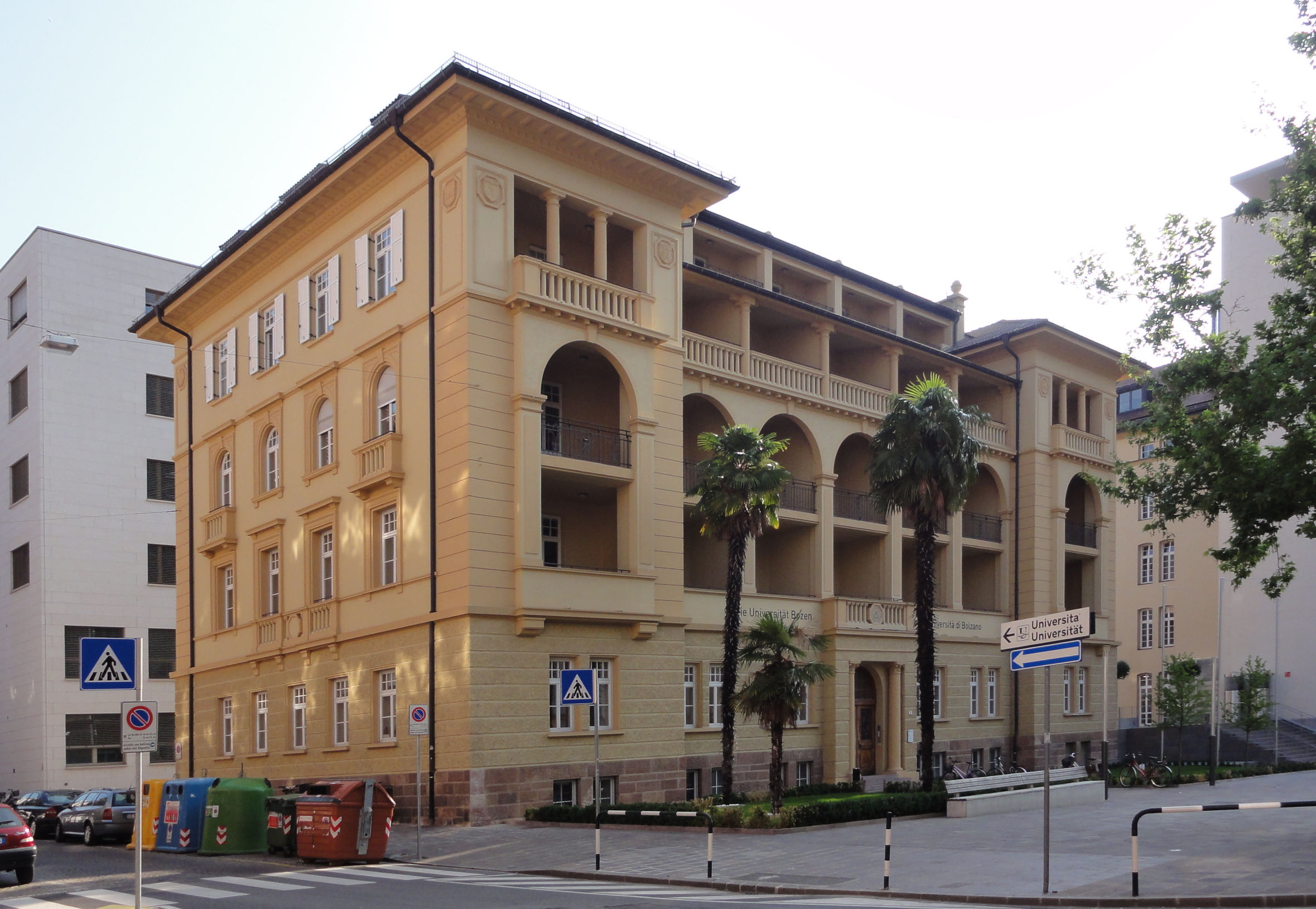
La Libera Università di Bolzano (rettorato)

- la Libera Università di Bolzano, un'università trilingue internazionale (tedesco, inglese, italiano) nata nel 1997 con sedi distaccate anche a Bressanone e Brunico e che in totale conta 3.482 studenti provenienti da 63 nazioni[52]. Quattro delle cinque facoltà dell'ateneo hanno sede a Bolzano.

#### Musei e gallerie d'arte

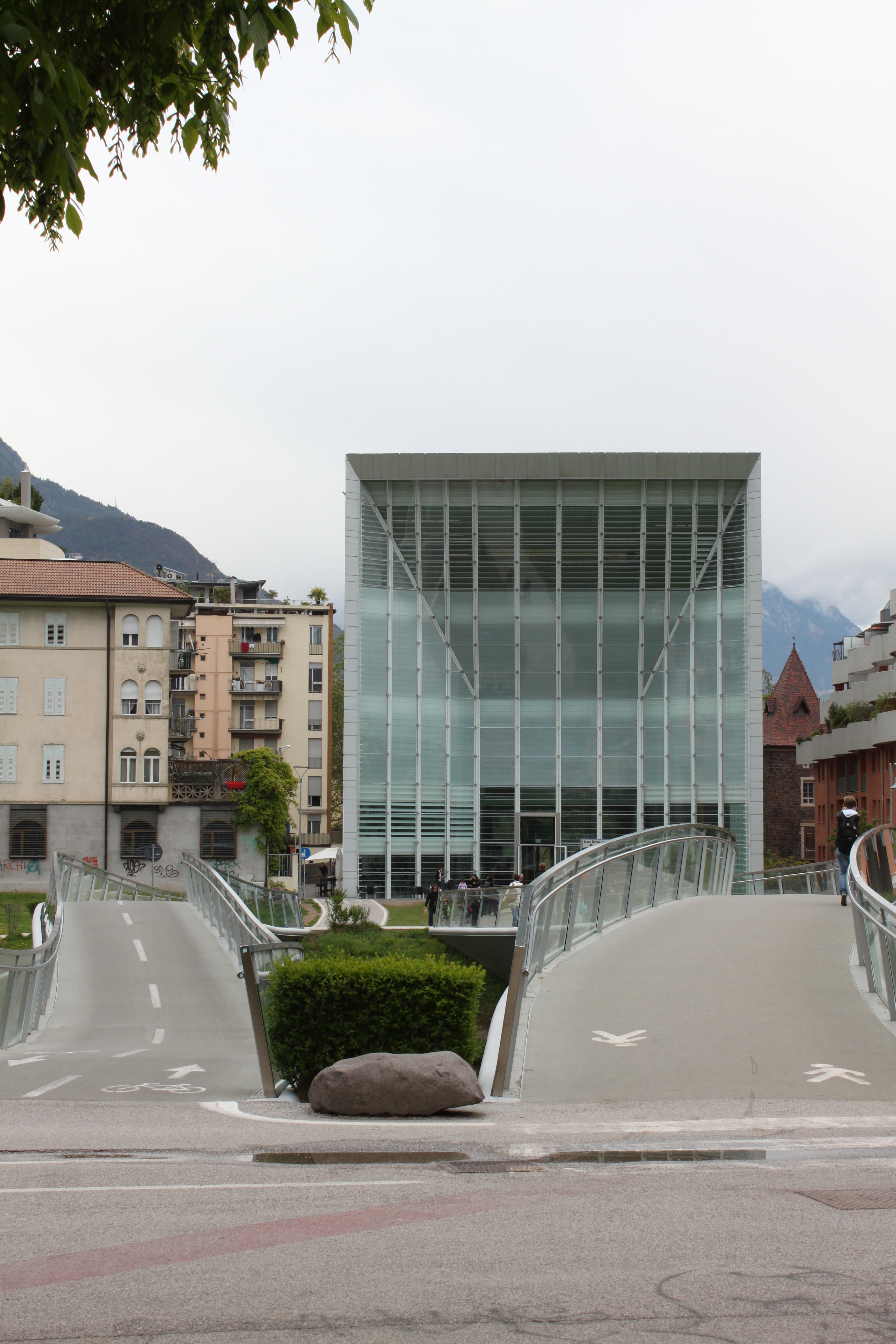
Il Museion

Diversi sono i musei. Il più importante – di rilevanza mondiale, con la media di 800 visitatori al giorno – è il Museo archeologico provinciale, in cui è conservato il corpo di Ötzi, il famoso uomo dei ghiacci o del Similaun.
- Museo archeologico provinciale di Bolzano
- Museo Civico - Dal 2003 è parzialmente chiuso per un lungo restauro e non è chiaro quando dovrebbe riaprire i battenti: il comune ha infatti problemi a sostenere l'intera somma necessaria e chiede un grosso contributo alla provincia[53]. Nel progetto attuale la ristrutturazione comprende una nuova ala, costituita da un cubo di cinque piani (progetto Hitthaler-Schwienbacher); l'accesso dovrebbe essere in corrispondenza di uno slargo da realizzarsi presso via Museo, accanto alla Biblioteca comunale, e che probabilmente prenderà il nome di piazzetta Cassa di Risparmio (la Sparkasse infatti, come affermato dal suo presidente Norbert Plattner, dovrebbe contribuire all'opera con 400 000 Euro). È pure previsto un collegamento sotterraneo con il museo archeologico.
- Museion - Il museo di arte moderna e contemporanea della città. Nato nel 1985, fino al maggio 2008 è stato ospitato nell'edificio dove ha sede anche la Libera Università di Bolzano. Successivamente si è spostato nella nuova sede, in via Dante: un avveniristico cubo in vetro e acciaio.
- Museo di scienze naturali - Disposto su tre piani: il piano terra dedicato alle mostre temporanee, gli altri due alle mostre permanenti ("Geologia dell'Alto Adige" e "Ambienti naturali dell'Alto Adige") - considerato particolarmente interessante ed educativo per i bambini
- Museo della Scuola - Primo Schulmuseum in Italia. Ospitato all'interno delle elementari Dante Alighieri, raccoglie materiale documentario storico e didattico. Importante la raccolta di cartelloni e l'archivio fotografico
- Museo Mercantile – All'interno del Palazzo Mercantile, ospita una collezione di ritratti della Casa d'Austria e una sezione dedicata alla storia del magistrato mercantile e di Bolzano come capitale del commercio
- Museo dei Presepi - All'interno dell'abbazia benedettina di Muri nel quartiere storico di Gries
- Museo del duomo/Dommuseum – Allestito nel 2007 nella prepositura del duomo di Bolzano, mostra i tesori della chiesa collegiale di Bolzano
- MMM Firmian - Messner Mountain Museum - Ospitato all'interno di Castel Firmiano è il nuovo museo dedicato alla «montagne e le sue genti» e realizzato per volontà di Reinhold Messner.
- Cinemuseum[54]
- Fondazione Dalle Nogare[55]

Lo spazio polifunzionale del Centro Trevi ospita frequenti mostre d'arte, ma anche convegni.
La città è ricca di gallerie d'arte:
- Galleria Civica[56]
- ar/ge kunst Galleria Museo
- Galleria Prisma
- Galleria foto-forum
- Galleria Goethe
- Galleria Goethe2
- Galleria Antonella Cattani
- Lungomare
- Piccola Galleria

### Media
A Bolzano hanno sede le principali testate giornalistiche e le emittenti radiotelevisive dell'Alto Adige:

#### Stampa
- L'Alto Adige, fondato nel 1945, è il più importante quotidiano in lingua italiana dell'Alto Adige. Settimanalmente pubblica una pagina in lingua ladina.
- La Dolomiten, fondata nel 1882 con il nome Der Tiroler ("Il Tirolese") è il quotidiano più importante e antico esistente in provincia di Bolzano e viene pubblicato in lingua tedesca (con una piccola parte in lingua ladina). Esce tutti i giorni esclusa la domenica.
- Il Corriere dell'Alto Adige è un quotidiano nato dal Mattino dell'Alto Adige ed è allegato al Corriere della Sera.
- La Neue Südtiroler Tageszeitung ("Nuovo quotidiano sudtirolese") è il secondo quotidiano in lingua tedesca dell'Alto Adige, nato nel 1996.
- la ff – Südtiroler Wochenmagazin è un magazine settimanale di attualità e inchiesta in lingua tedesca nato come rivista di televisione e tempo libero (ff sta per "Fernsehen und Freizeit").
- la Zett – Die Zeitung am Sonntag è la versione domenicale della Dolomiten.
- la Südtiroler Wirtschaftszeitung ("Giornale economico sudtirolese") è un settimanale economico in lingua tedesca.
- Il Segno pubblicato dalla diocesi è l'unico settimanale in lingua italiana.[senza fonte]
- il Katholisches Sonntagsblatt ("Il foglio domenicale cattolico") è il settimanale diocesano in lingua tedesca.
- kulturelemente (già distel) è un periodico che dal 1981 approfondisce tematiche culturali.[57]
- InSide – Events in South Tyrol e Was Wann Wo (Cosa quando dove)[58] sono guide gratuite mensili e bilingui che raccolgono il calendario degli eventi e appuntamenti culturali e ricreativi della provincia.
- Franz Magazine è una piattaforma per eventi culturali online, attivo dal 2010.[59]
- METROpolis - Cultura & Sociale a Bolzano è l'unico periodico (mensile) in lingua italiana che segue in maniera specifica la vita culturale e sociale del capoluogo.

Inoltre vengono pubblicate varie riviste di associazioni (per esempio Der Schlern e Geschichte und Region/Storia e regione, entrambe riviste di storia regionale, o Il Cristallo, curata dal Centro di Cultura dell'Alto Adige), enti (per esempio Bolzano Notizie – Bozner Nachrichten del Comune di Bolzano) o società. Molti quotidiani e riviste italiane, austriache e germaniche hanno un proprio corrispondente a Bolzano.
Anche l'agenzia ANSA ha una propria sede a Bolzano, con un servizio in lingua italiana e tedesca.

#### Radiotelevisione

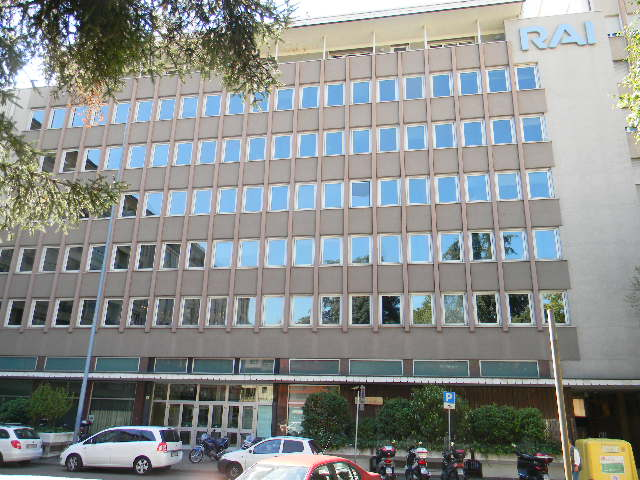
La sede RAI di Bolzano

A Bolzano è presente la sede regionale della RAI (il Trentino-Alto Adige ha due sedi autonome) che produce una programmazione radiotelevisiva in tedesco, italiano e ladino.
A Bolzano ha sede una televisione privata in lingua italiana chiamata Video 33. Hanno una redazione in città anche le emittenti private regionali RTTR e TCA, la cui sede principale è a Trento.
Con l'avvento del digitale terrestre sono nate alcune nuove emittenti private provinciali, sia in italiano sia in tedesco: Alto Adige TV, Südtirol24 TV, Südtirol Digital Fernsehen.
Sono più numerose le emittenti radiofoniche private: in italiano vi sono Radio NBC, Radio Tandem (che però si caratterizza per trasmissioni mistilingui e in lingue straniere) e Radio Sacra Famiglia, mentre in tedesco vi è la popolare Südtirol 1, Radio Grüne Welle e Radio Nord.
L'ORF (Radiotelevisione Austriaca) ha un ufficio a Bolzano e la redazione di Südtirol heute, il notiziario quotidiano della televisione austriaca per l'Alto Adige.
A Bolzano ha sede anche la RAS, un'azienda pubblica che provvede alla trasmissione in Alto Adige dei programmi radiotelevisivi dell'area germanica, austriaca e svizzera.

### Teatro e musica
Bolzano offre una ricca produzione nel campo teatrale e musicale.
Il Teatro Stabile, nato nel 1950 è il secondo teatro stabile d'Italia (successivo solo al Piccolo di Milano, del 1947) e realizza numerose e importanti produzioni di successo; l'omologo in lingua tedesca sono le Vereinigte Bühnen Bozen (VBB, Teatri riuniti di Bolzano): entrambe le istituzioni presentano i loro spettacoli nel Nuovo Teatro Comunale di Bolzano, in piazza Verdi (il Teatro Stabile anche al Teatro civico di Merano).
Oltre a ciò la stagione del Nuovo Teatro Comunale, che dura tutto l'anno, offre rappresentazioni teatrali, commedie, opera, operette, danza e musical. Tra le coproduzioni di grande successo vi è lo spettacolo di danza moderna Steel – The Legend of the Metal del Teatro Comunale di Bolzano e della Experidance Productions di Budapest.
Molto attivo nella promozione culturale in lingua italiana è da anni il Circolo la Comune, con un fitto cartellone di eventi che spaziano dal teatro (per lo più di stampo brillante) a manifestazioni etnico-culturali, dall'organizzazione di convegni alla proiezione di film che rimangono fuori dalle grandi catene di distribuzione.
A Bolzano sono presenti numerosi teatri:

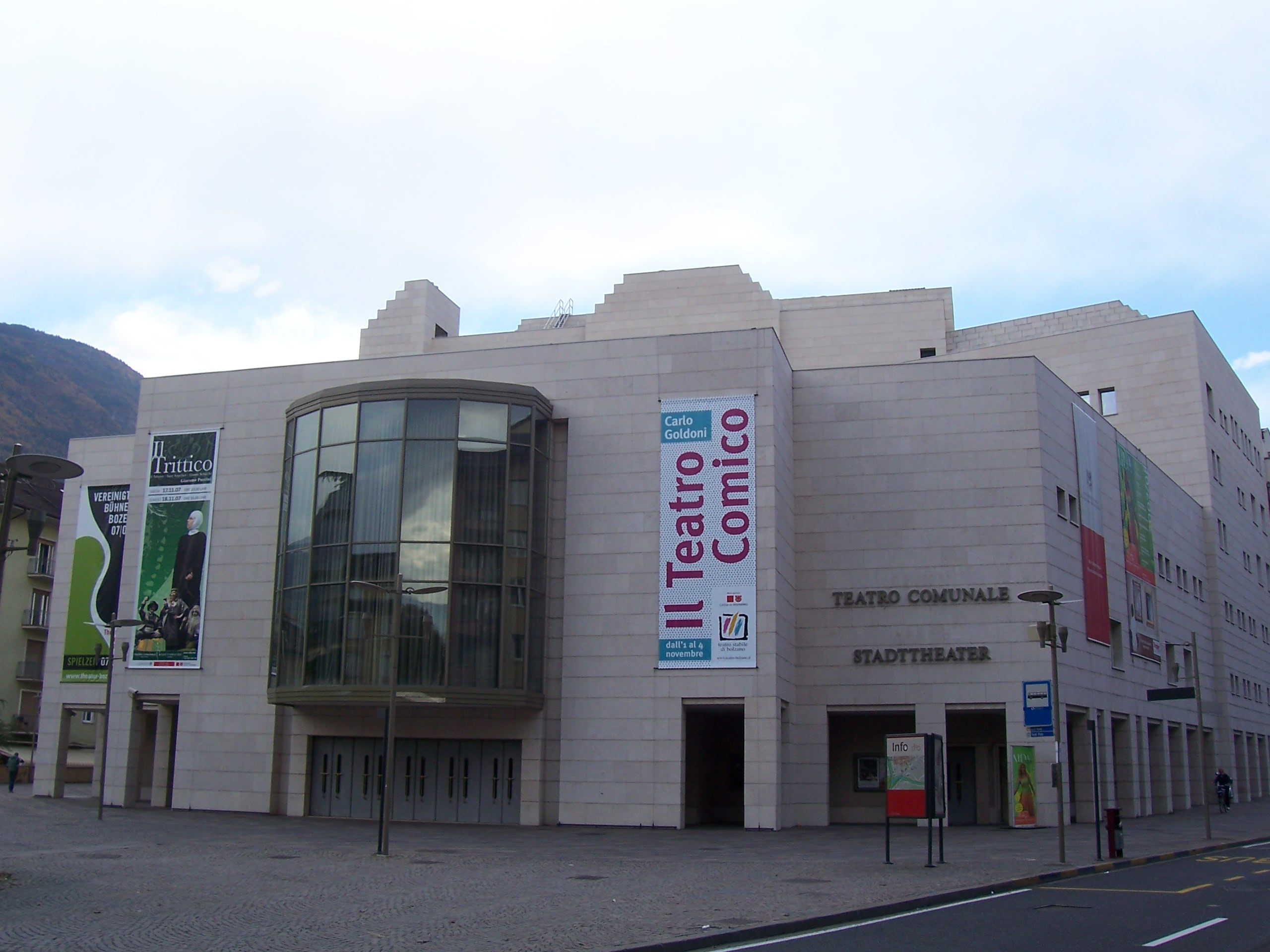
Nuovo Teatro Comunale di Bolzano

- il Nuovo Teatro Comunale, modernissimo edificio inaugurato nel 1999, è il principale polo teatrale della regione e dispone di una sala grande con una capienza di 802 posti e di un teatro studio da 215.
- l'Auditorium Haydn è anch'esso stato inaugurato nel 1999 e ospita numerosi concerti sinfonici, tra cui vi è il Concorso Pianistico Internazionale Ferruccio Busoni. Ha una sala grande di 641 posti e una piccola di 100.
- il Kulturhaus Walther von der Vogelweide ("Casa della cultura Walther von der Vogelweide") è un teatro con 536 posti e mette in scena spettacoli in lingua tedesca.
- il Teatro Cristallo mette in scena spettacoli in lingua italiana e ha 436 posti.
- il Teatro Comunale di Gries mette in scena spettacoli in entrambe le lingue e ha una capienza di 373 posti.
- il Piccolo teatro Carambolage, nonostante la sua capienza di soli 99 posti, ha un'ampia offerta di spettacoli e cabaret.
- il Theater im Hof-Cortile, offre dal 1999 prevalentemente spettacoli per un pubblico giovanile.
- il Teatro Cinema Rainerum con una capienza di 405 posti, ristrutturato e ampliato nel 2010.

Molto numerosi inoltre sono i centri e le sale polifunzionali e di quartiere o i circoli culturali con un'ampia offerta.
Per quanto riguarda invece l'aspetto musicale a Bolzano è presente dal 1960 l'orchestra Haydn, voluta dalle Provincie e dai Comuni di Trento e Bolzano; l'Istituzione Concertistica Orchestrale è stata riconosciuta dal Ministero del Turismo e dello Spettacolo.

#### Letteratura
Sono diversi i libri ambientati a Bolzano, con un incremento di gialli e noir avvenuto soprattutto a partire dalla metà degli anni Dieci del 2000. 
Tra i vari romanzi vi sono:
- La parola amore uccide, di Jadel Andreetto e Guglielmo Pispisa, 2022[64]
- Il girotondo delle iene, di Luca D'Andrea, 2022
- Tutta quella brava gente, di Marco Felder, 2019[64]
- Del dirsi addio, di Marcello Fois, 2018
- Un interminabile inverno, di Alex Boschetti, 2017
- La recita di Bolzano, di Sándor Márai, 1943[65][66]
- Salware oder Die Magdalena von Bozen, di Carl Zuckmayer, 1950[64]
- … ich geh zu Fuß nach Bozen und andere persönliche Geschichten, di Herbert Rosendorfer, 1988[67]
- Das Monster von Bozen, di Burkhard Rüth, 2011 (giallo)[68]
- Villa Rubein, di John Galsworthy (sotto lo pseudonimo John Sinjohn)[69]
- Roba da farci su un romanzo, di Beppe Mora[70]

### Eventi
A Bolzano si tiene ogni anno un grande numero di manifestazioni culturali. Di seguito le più importanti:
- Bolzano Festival Bozen propone i concerti delle orchestre giovanili Gustav Mahler Jugendorchester ed EUYO dirette da Claudio Abbado, il Concorso Pianistico Internazionale Ferruccio Busoni (trasmesso in Euroradio), la rassegna Antiqua (musica rinascimentale e barocca) e l'Accademia Gustav Mahler. Grazie a ciò Bolzano viene definita la "capitale" europea della musica classica giovanile.
- Transart è una manifestazione regionale di musica contemporanea[71]
- Bolzano Danza è una manifestazione estiva di danza[72]
- Musica in Aulis è un festival di musica da camera[73]
- Südtirol Jazz Festival Alto Adige è un importante festival jazzistico internazionale estivo[74]
- 4 Film Festival è un festival cinematografico biennale, all'interno del quale vengono presentati film e documentari a tema (Borderlands – Terre di confine), film muti rimusicati (Rimusicazioni) e cortometraggi.
- ShortFilmFestival – a novembre di ogni anno due concorsi, nazionale e internazionale di cortometraggi (Opere Nuove e No Words)
- Bozner Filmtage è una rassegna cinematografica organizzata dal Filmclub[75]
- museumnovember, iniziative culturali nei musei bolzanini durante il mese di novembre che si conclude con la Lunga Notte dei Musei – Lange Nacht der Museen, nella quale i musei rimangono aperti fino a notte fonda e l'ingresso è libero. Durante la Lunga Notte dei Musei provinciale (in contemporanea all'omologa iniziativa austriaca) che si tiene in ottobre è il turno del MMM Firmian e del Museo della Tecnica (centrale idroelettrica Enel aperta al pubblico in alcune occasioni).
- Wintermezzo, settimana musicale dedicata a Richard Strauss e Ludwig Thuille
- Festival Studentesco Provinciale, raccoglie esibizioni artistiche (canto, danza classica e moderna, recitazione, cabaret, musica classica e moderna, pittura, scultura, cinematografia, nonché alcune prove nello stile dei Giochi senza Frontiere) di studenti e studentesse di tutte le scuole superiori del capoluogo e più in generale della Provincia.
- ArtMaySound, festival no-profit di fumetto, musica e gioco, giunto nel 2013 alla sua settima edizione. Organizzato a cadenza annuale nel mese di maggio, porta a Bolzano fumettisti e artisti da tutta Italia, completando la sua offerta con mostre e concerti[76]

#### Altri eventi
- Seguendo una tradizione cattolica dell'area germanofona alpina a partire da qualche giorno prima allo stesso giorno dei Re Magi (6 gennaio) i bambini travestiti da Re Magi girano di casa in casa ad annunciare, cantando, la venuta di Cristo. Per questo motivo i bambini vengono chiamati Sternsinger o in italiano Cantori della Stella. Tra il 5 e il 6 gennaio è solito anche segnare le porte o i portoni con il gesso riportando le iniziali dei Re Magi e l'anno, che di norma dovrebbero essere lasciate per tutto l'anno.
- carnevale: nel sabato che precede il martedì grasso viene replicata a Bolzano la sfilata dei carri del Carnevale di Laives.
- 21 marzo: giornata FAI di Primavera.
- fine maggio: Festa dello Speck in piazza Walther.
- 10 agosto: Calici di Stelle. Degustazioni di vini sotto i Portici.
- inizio ottobre: Festa della Zucca in piazza Walther e mercato d'autunno nel centro storico.
- 11 novembre: San Martino. Quando fa buio i bambini partecipano a una processione con in mano lanterne fatte spesso con le loro mani cantando canzoni sulle lanterne e la luce come la celebre "Laterne, Laterne, Sonne, Mond und Sterne" (Lanterna, lanterna, sole, luna e stelle).
- fine novembre – 23 dicembre (fino al 6 gennaio dal 2013): Mercatino di Natale di Bolzano. Incominciato all'inizio degli anni novanta, è il più antico d'Italia a cui sono seguite numerose imitazioni. Mercatini di natale si tengono anche in altre zone della città come a Gries in piazza Mazzini o in via Roma, tuttavia il periodo dell'Avvento è il più animato dal punto di vista delle manifestazioni e delle tradizioni.
- 6 dicembre: San Nicolò. Festa particolarmente sentita soprattutto dai bambini dove il Nikolaus regala loro dolciumi, mandarini e frutta secca contenuta spesso nel tradizionale sacchettino rosso. San Nicolò è accompagnato dal Krampus, il terribile diavolo che punisce i bambini cattivi.
- Ogni due anni si tiene il premio letterario Autori da scoprire, a cui si è affiancato anche un premio cinematografico.
- È punto d'incontro del LUG (Linux User Group) Bolzano-Bozen-Bulsan. Inoltre l'intero sistema operativo nelle scuole in lingua italiana è Linux.
- Nel 2006 si poté assistere alla solenne celebrazione del centenario dell'associazione studentesca Laurins Tafelrunde Bozen, associazione di ispirazione cattolica-patriottica fondata nel 1906.
- È sede del Convegno Internazionale CasaClima, riguardante tecniche edilizie per l'efficienza energetica degli edifici.
- Nel 2012 vi ha avuto luogo l'85ª Adunata dell'Associazione Nazionale Alpini.

### Scautismo
A Bolzano sono presenti due gruppi scout dell'Associazione Guide e Scouts Cattolici Italiani (AGESCI): il Bolzano 2 fondato nel 1948 con sede in piazza Don Bosco e avente il fazzolettone di colori blu, rosso e giallo e il Bolzano 4 fondato nel 1968 con sede in via Dalmazia e avente il fazzolettone di colori giallo e nero. Inoltre sono presenti due gruppi scout del Corpo Nazionale Giovani Esploratori ed Esploratrici Italiani (CNGEI).

## Economia

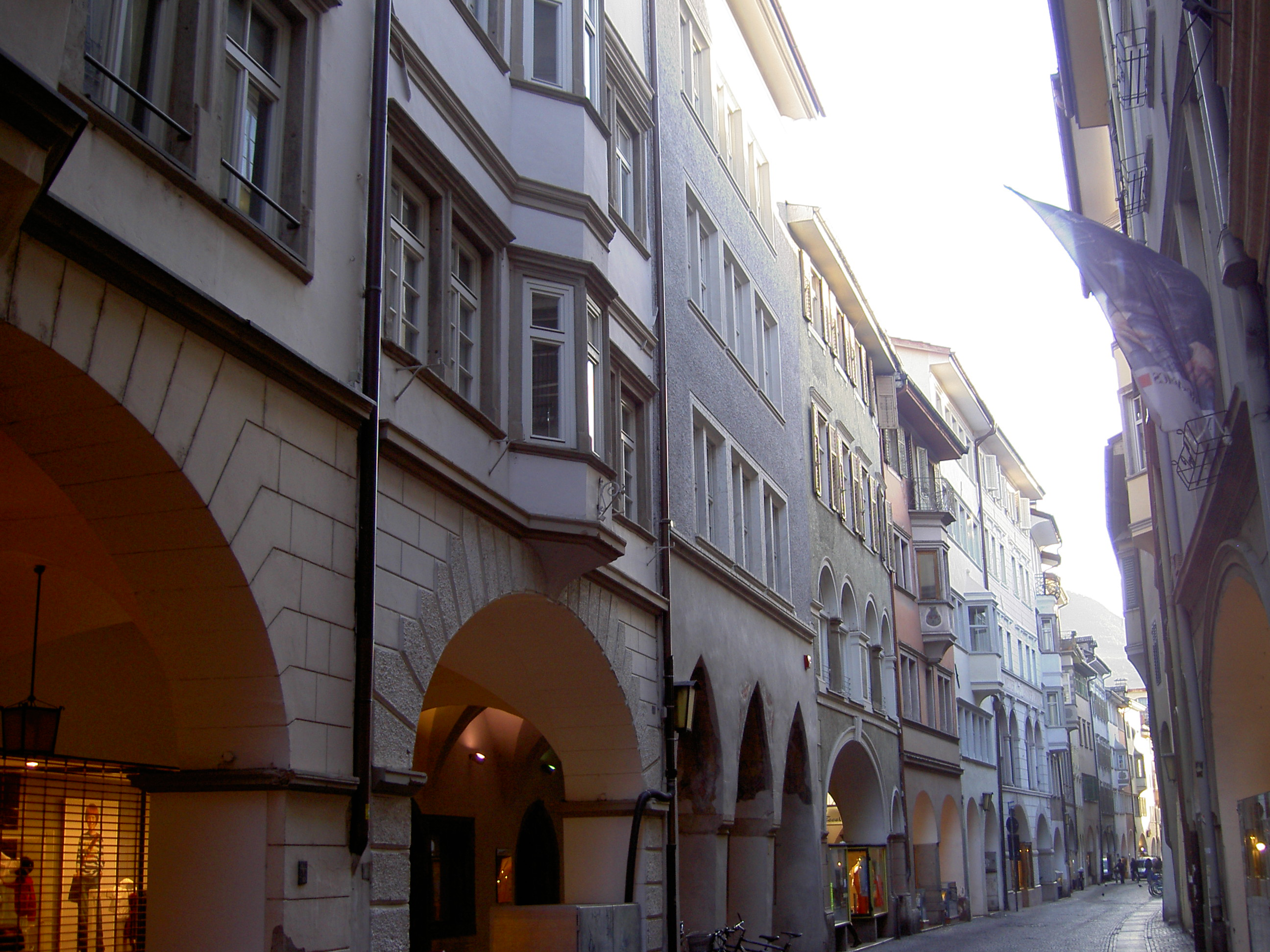
I Portici, cuore antico del commercio bolzanino

Bolzano, città di origini mercantili, era stata trasformata dalla politica in città industriale, ma nell'ultimo trentennio si è trasformata da città industriale a centro terziario con una buona attività industriale e nelle campagne della periferia è presente un'attività agricola (mele, uva) di qualità, molto importante è anche il turismo (culturale, business e escursionistico). A Bolzano esistono una vasta e attiva zona produttiva, già industriale (ricerca scientifica, autoveicoli pesanti, acciaio ecc.) in cui sorge il centro d'innovazione Techno Innovation Park South Tyrol (TIS, nato dal BIC-Business Innovation Center) e anche alcune aree artigianali dedite alle produzioni e alle attività più varie. Tra le produzioni artigianali si possono citare quella importante e rinomata di mobili in legno, di mobili d'arte, di arredamenti tipici campagnoli, di tessuti, di tappeti, di ceramiche, oltre all'attività di bottaio, alla realizzazione di presepi, di sculture, di strumenti musicali e alla lavorazione del cuoio, del ferro battuto, del rame e del bronzo finalizzata a numerosi usi, come per esempio gli oggetti decorativi. Il settore tradizionalmente più ricco e redditizio è in ogni caso il commercio (si veda la zona centrale, la più antica, con i caratteristici Portici o il quartiere fieristico). Questo può essere visto, ad esempio, nel grande magazzino Waltherpark. Nei prossimi anni dovrebbe nascere (nella stessa zona industriale) un polo economico che servirà di base per tutte le piccole e medie industrie/imprese del nord Italia come aiuto nello sviluppo nei primi anni di vita.

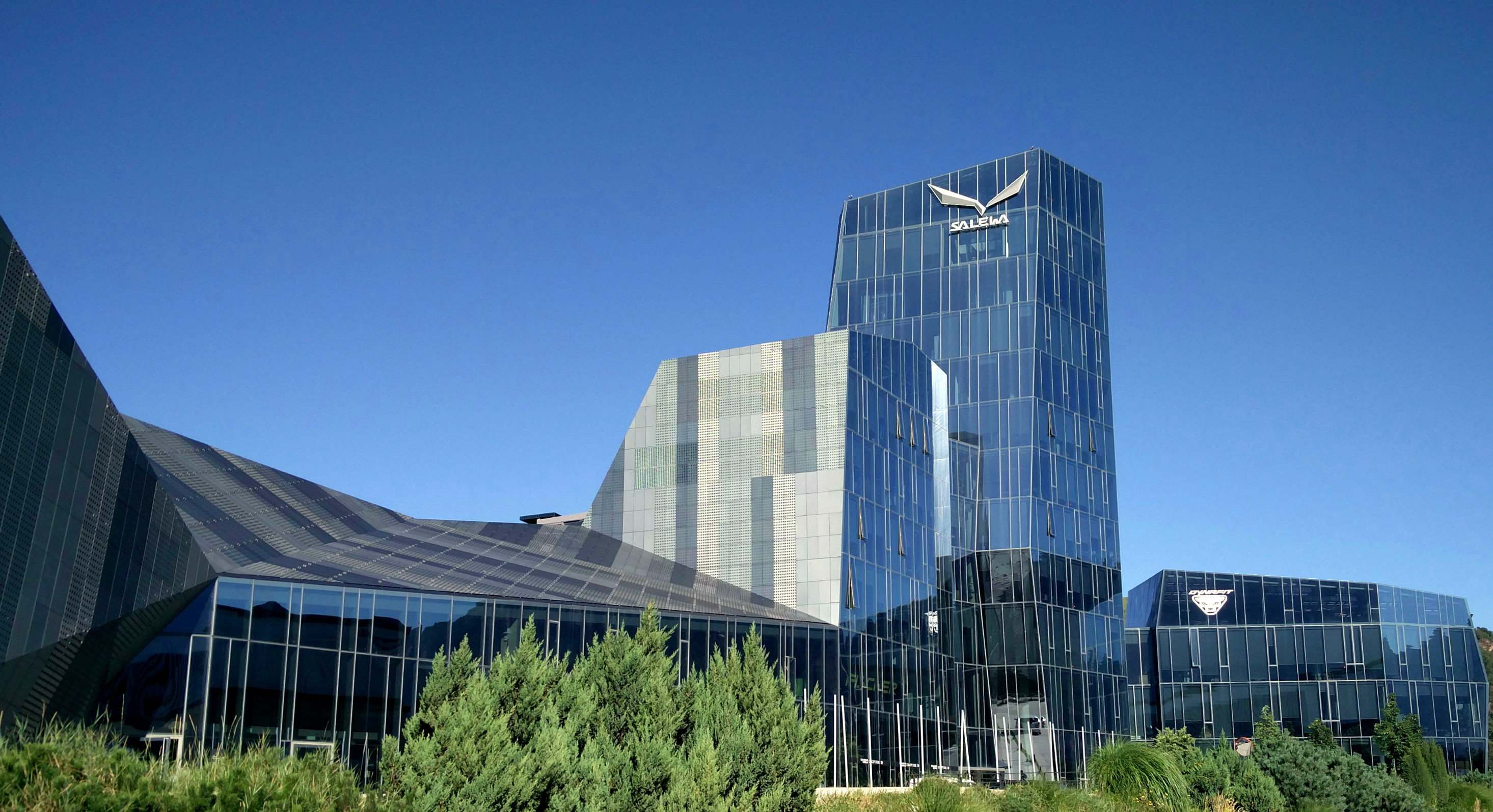
Il Salewa Headquarters a Bolzano Sud

La maggiore dimensione internazionale e l'incremento della ricerca scientifica delle principali aziende richiede anche un maggiore spazio edificabile. Una nuova area a Bolzano Sud, lungo via Einstein, è stata strappata alla campagna per potere ospitare nuovi insediamenti commerciali. In seguito alla sempre minore disponibilità di terreni edificabile (Bolzano è un comune con un territorio molto ridotto rispetto alla popolazione residente e alle attività operanti), sono stati comunicati nel corso dei primi mesi del 2007 i progetti per la costruzione di tre nuovi grattacieli: due torri gemelle ai Piani di rispettivamente 39 e 40 metri e una torre di 50 metri nell'area della nuova sede della Salewa, progettata dagli architetti milanesi Cino Zucchi e Park Associati, che ospita una palestra per l'arrampicata, un hotel, una caffetteria e un asilo, oltre al centro ricerca e sviluppo, uffici e sale conferenze. La torre quando venne terminata era il grattacielo più alto della regione, superando di mezzo metro le due torri residenziali nel quartiere Europa a Don Bosco, le più alte. In zona Piani è sorta la City Tower di 45 metri. Il primato della torre Salewa è stata però superato nel 2011 da una nuova torre in zona ex Magnesio di 57,50 metri, la torre Hafner. Nel 2018 la skyline della zona Piani è stata nuovamente mutata dalla torre Markas alta 40 metri.
Con il cambiamento di legislatura nel 2006 sono entrate in vigore le nuove leggi provinciali sul commercio al dettaglio nelle zone produttive; infatti molte erano e sono tuttora le richieste di aprire spazi commerciali nella zona produttiva di Bolzano Sud e in quella di Bolzano Est.
A seguito di ciò sono sorti nella zona di Bolzano Sud un ipermercato Interspar di 3500 m² e un centro commerciale (Centrum) di circa 15000 m² con un ipermercato Poli di 2500 m², un negozio di elettronica Euronics, una palestra, un negozio di calzature Pittarello, uno di prodotti ittici surgelati e diversi altri esercizi commerciali minori. Da molto tempo si parla della realizzazione di un piccolo centro commerciale nel centro storico in un edificio ancora in fase di pianificazione e di un più grande centro commerciale nella zona dei Piani di Bolzano o nel futuro areale ferroviario.
Aspetti negativi della vita a Bolzano sono la non ancora completa comprensione reciproca fra abitanti di lingua italiana e tedesca, il relativo inquinamento (traffico veicolare, riscaldamento prolungato, industria) aggravato dalla mancanza di una vera e propria circonvallazione, i costi elevati delle merci di prima necessità e soprattutto degli alloggi. Quest'ultimo punto è aggravato dalla scarsa disponibilità di immobili privati destinati all'affitto, anche se è molto forte la presenza dell'edilizia pubblica (tramite l'IPES, l'Istituto provinciale per l'edilizia sociale).
Secondo dati Eurostat Bolzano con la sua provincia è l'area più ricca d'Italia e all'ottavo posto nell'Unione europea. Nel 2010 la città giunge prima nella classifica del giornale Il Sole 24 ore, precedendo Trento al secondo posto.

### Lavoro

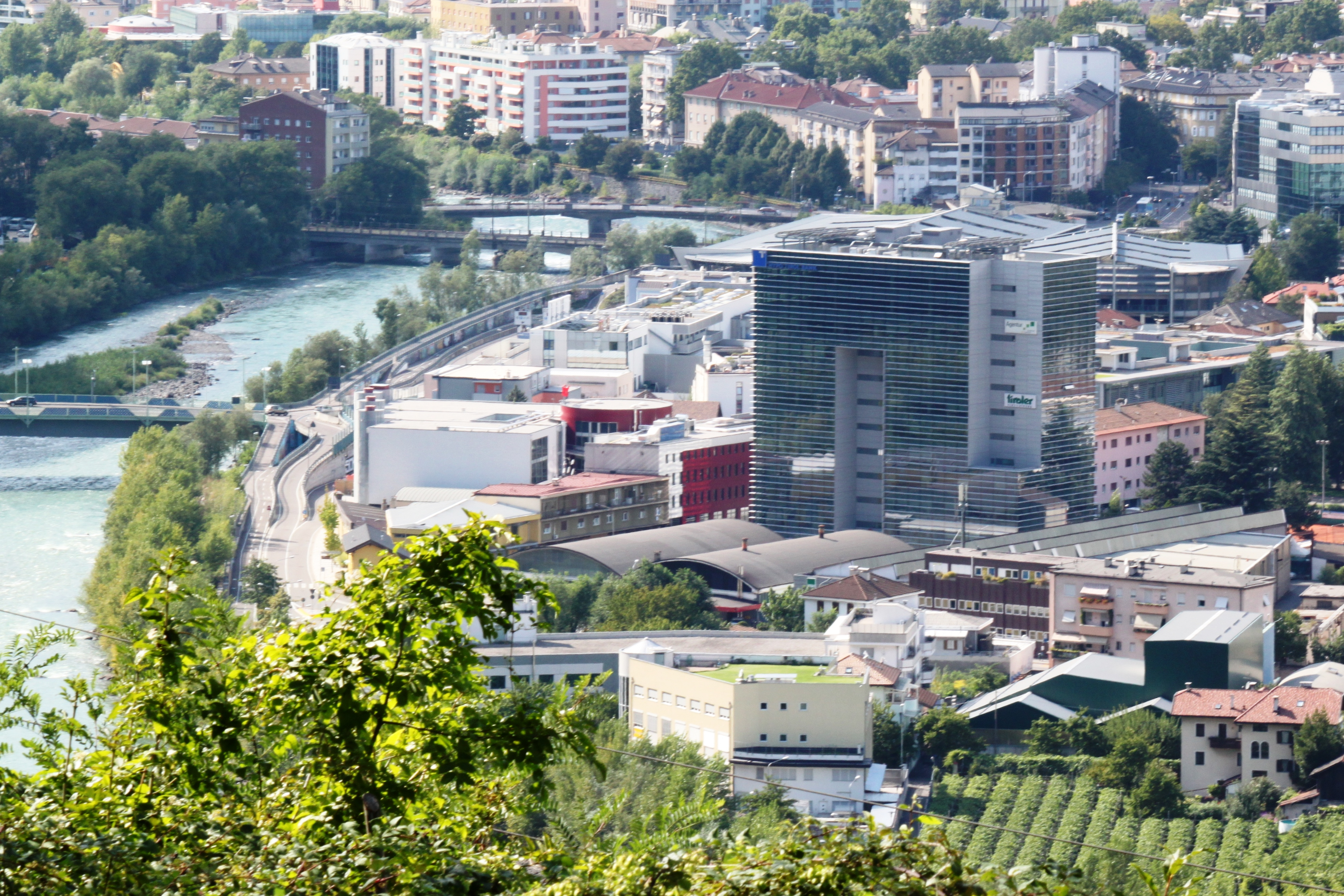
City Tower

Secondo il censimento della popolazione 2001 al giorno di riferimento 22 ottobre lavoravano a Bolzano 61 376 collaboratori divisi in 11 672 luoghi di lavoro. Gli enti pubblici hanno primaria importanza con 315 luoghi di lavoro e 13 835 impiegati. Gli impiegati in organizzazioni no profit sono 2 308. Nella zona produttiva di Bolzano Sud lavorano all'incirca 11 000 persone. Nel 2006 il tasso di disoccupazione cittadino era dell'1,8%, contro una media provinciale del 2,6%.
Essendo il principale centro politico, culturale, economico-finanziario e commerciale nonché industriale dell'Alto Adige, l'ente Provincia di Bolzano è il maggiore datore di retribuzione della provincia.
Il tasso di occupazione è tra i più alti di Italia, soprattutto per quanto riguarda le donne.

### Aziende maggiori

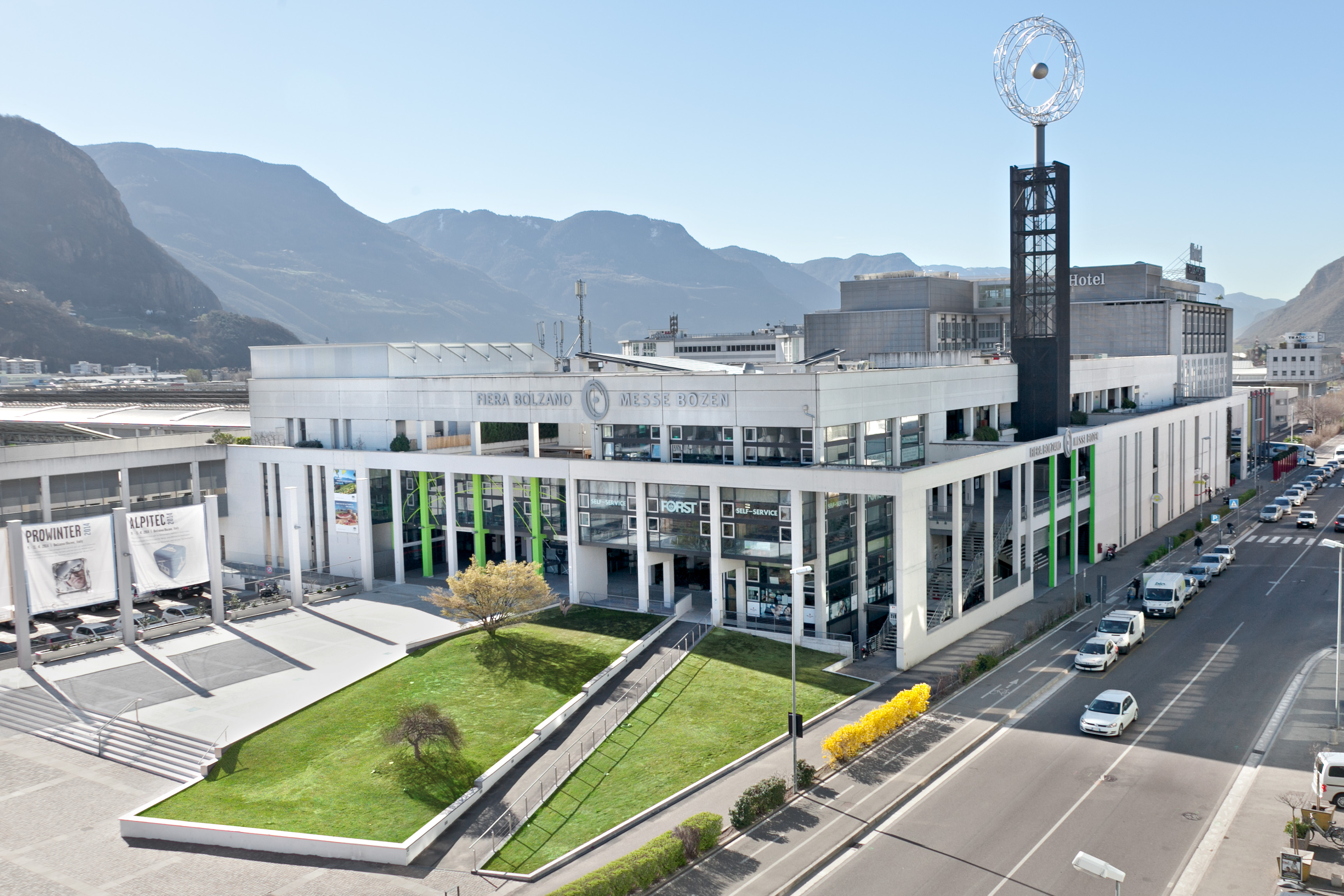
Fiera Bolzano

Bolzano è sede di aziende piccole, medie e grandi, con un numero maggiore di quelle medio-piccole. Molte operano anche su un mercato internazionale, mentre altre svolgono un ruolo di primaria importanza solo in Alto Adige. Bolzano è il maggior polo produttivo della provincia e annovera le aziende tra le più grandi dell'Alto Adige.
Le aziende più grandi sono la Fercam e gli stabilimenti di produzione di autoveicoli Iveco.
I media, nel novembre 2006 avevano riferito che la Fercam sarebbe dovuta essere la prima azienda bolzanina a entrare alla borsa di Milano nel corso del 2007. Nell'estate successiva l'azienda ha comunicato un rinvio a data da destinarsi. Quasi contemporaneamente, il 18 luglio 2007, era la FRI-EL Green Power a comunicare l'intenzione di approdare a Piazza Affari. L'autorizzazione alla quotazione è arrivata il 29 ottobre: il collocamento aveva avuto inizio il 12 novembre, ma proprio al termine del periodo di offerta, il 20 novembre lo sbarco a Piazza Affari saltava.

### Finanza
Bolzano è un importante centro finanziario a livello regionale e la città è un'importante base per imprese, aziende, banche o imprese assicurative austriache e germaniche che vogliono entrare nel mercato italiano. Per contro molte imprese e aziende bolzanine operano nei mercati d'Oltralpe. Le banche bolzanine invece guardano in modo prioritario a un'espansione a sud.
I maggiori istituti di credito bolzanini sono:
- Banca Popolare dell'Alto Adige, con filiali anche in Trentino e in Veneto
- Cassa di Risparmio di Bolzano, con filiali anche in Trentino, Veneto e Lombardia
- Raiffeisen Landesbank Südtirol (Istituto centrale delle Casse rurali altoatesine)
- Cassa Raiffeisen di Bolzano (Cassa Rurale di Bolzano)
- Banca di Trento e Bolzano, con filiali anche in Trentino, Veneto e Austria.

Tra i principali istituti di credito stranieri sono da citare la sede italiana della Hypo Tirol Bank e le sedi italiane per leasing bancario di Hypo Vorarlberg e della Tiroler Sparkasse.

### Business Forum di Bolzano
Dal 2011 la città ospita il Business Forum italo-germanico che riunisce nel Palazzo Mercantile i vertici dell'economia italiana e germanica, ovvero la Confindustria e il Bundesverband der Deutschen Industrie.

### Parco tecnologico

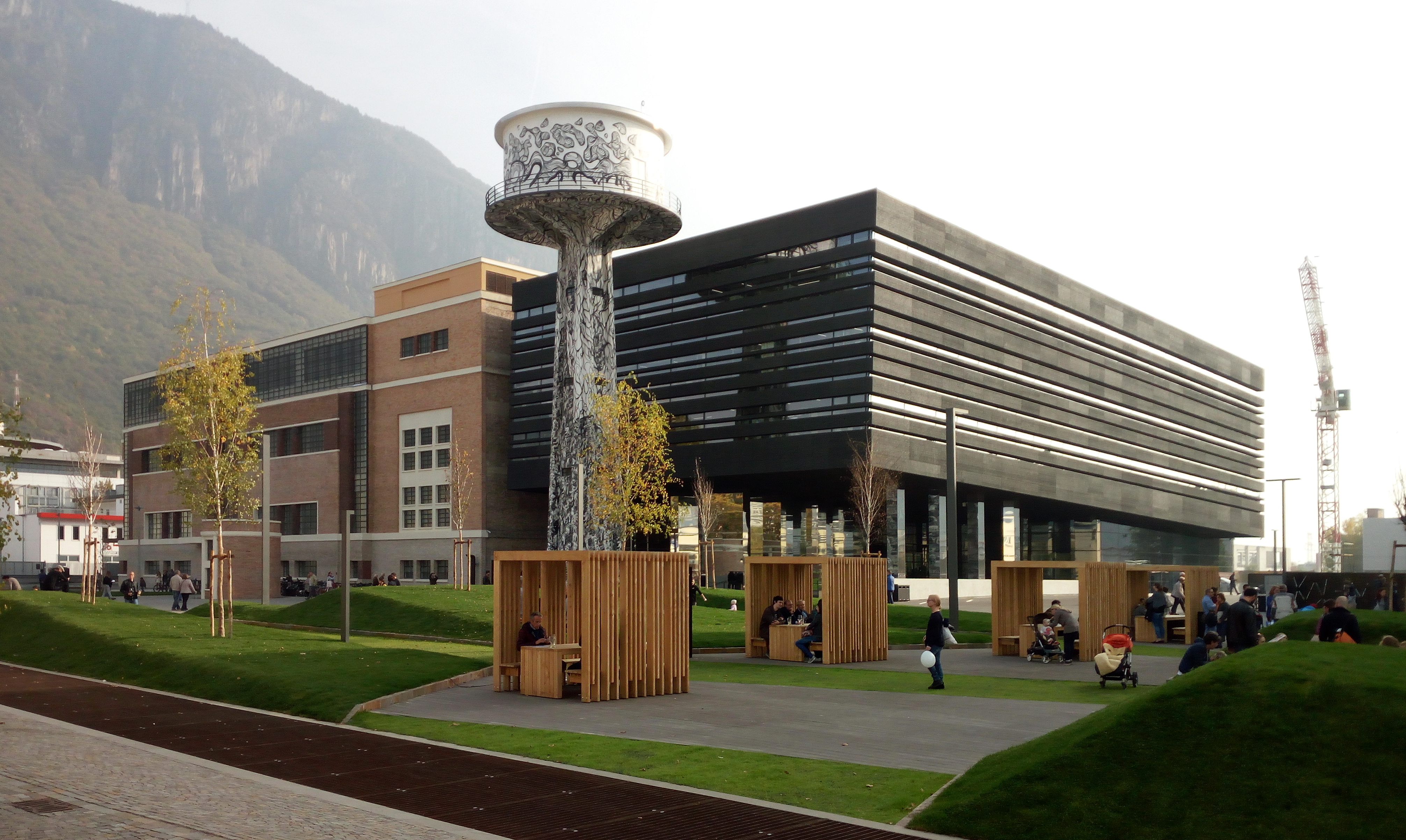
Il parco tecnologico NOI Techpark di Bolzano

Dal 2017 esiste a Bolzano Sud il parco tecnologico NOI Techpark Südtirol/Alto Adige che funge da polo di innovazione tecnologica nei quattro settori Alpine Technology, Green Technology, Food Technology e Automation. In esso confluiscono anche iniziative della Fraunhofer Italia Research, dell'Eurac e della Libera Università di Bolzano.

## Infrastrutture e trasporti

### Collegamenti internazionali e nazionali

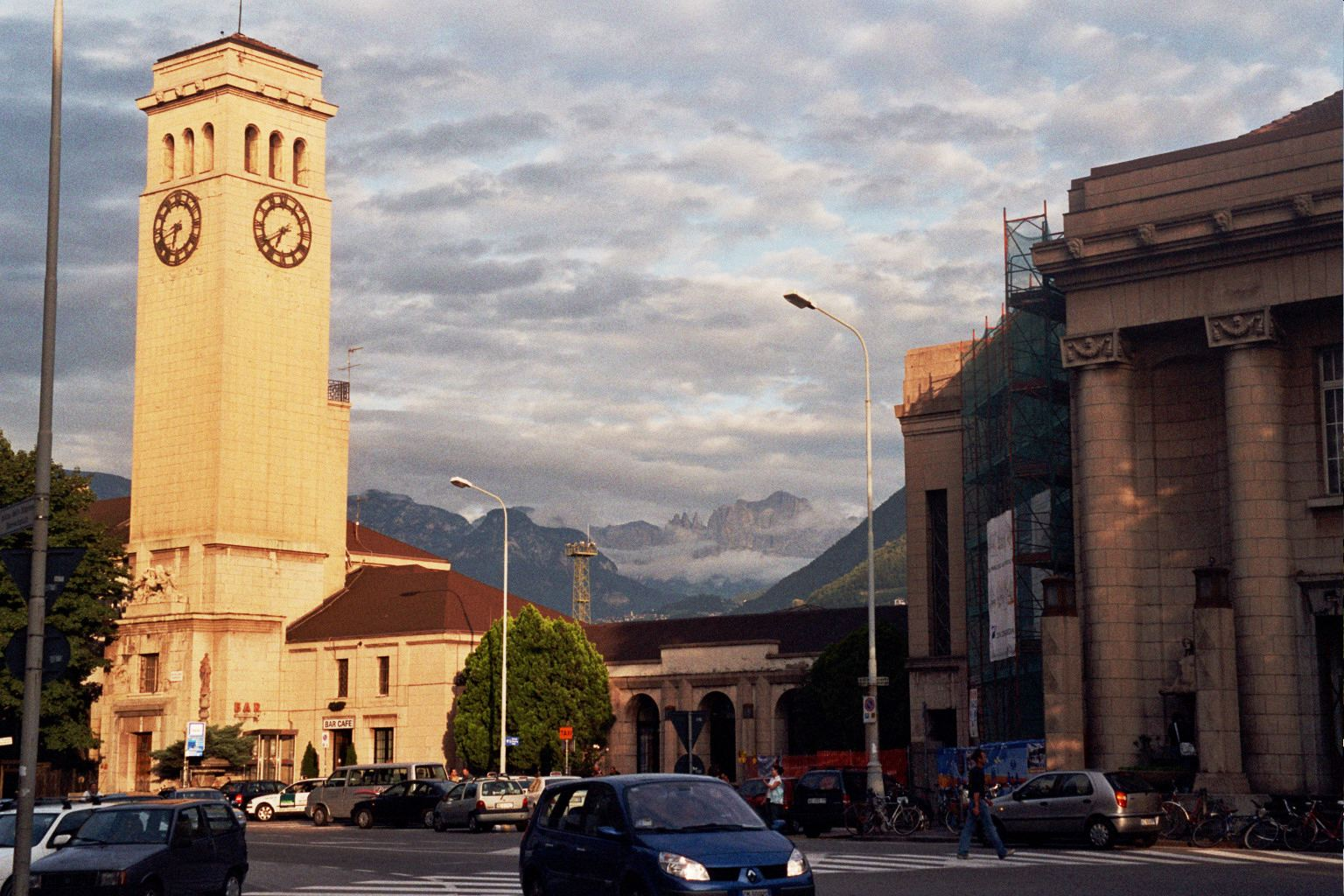
Stazione centrale

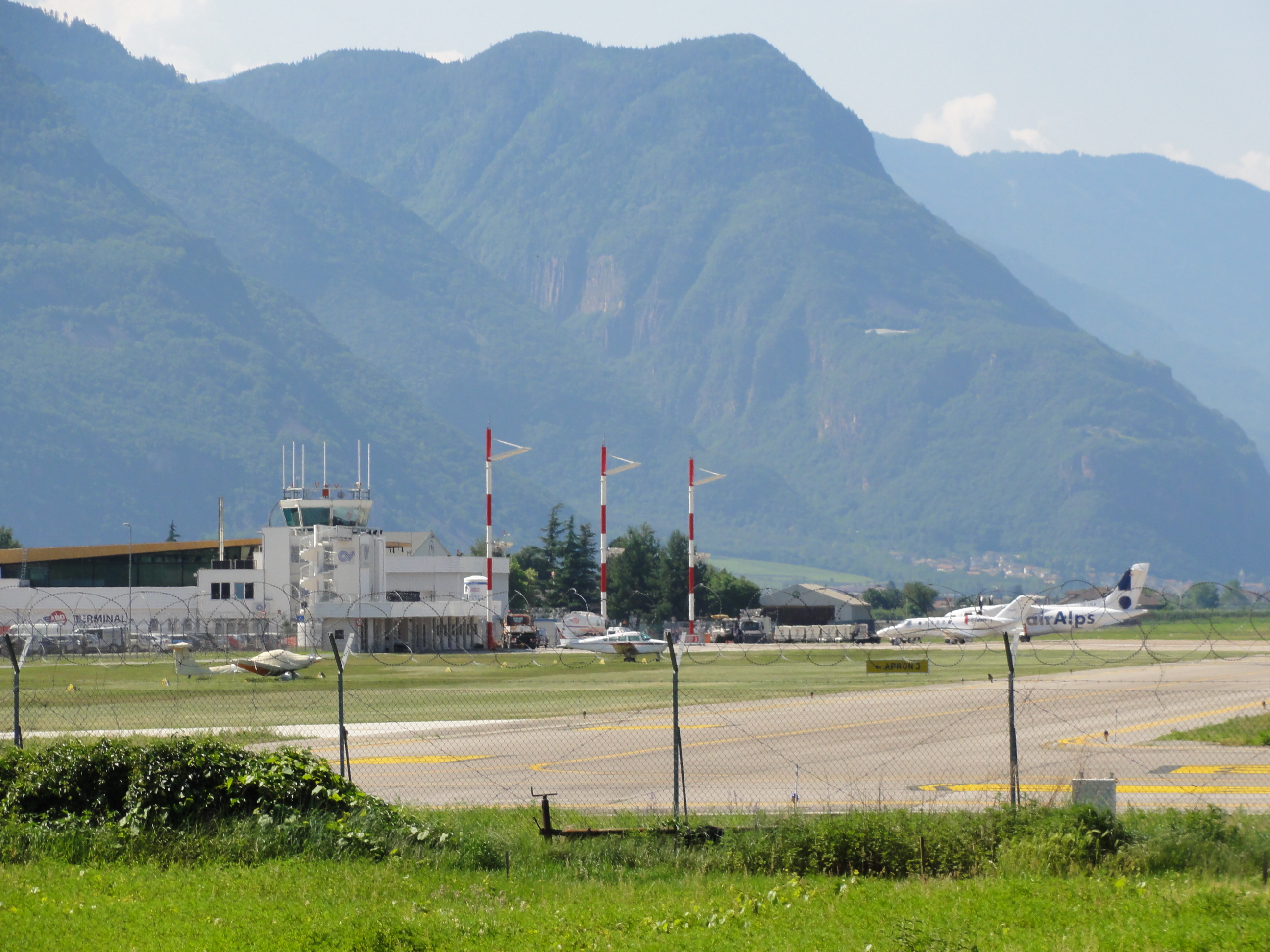
Aeroporto Bolzano

Bolzano è un importante nodo di comunicazioni tra il nord e il sud dell'Europa. È raggiungibile in automobile attraverso l'Autostrada del Brennero A22 con due uscite: Bolzano Sud e Bolzano Nord; dispone di una stazione ferroviaria internazionale con collegamenti tra Italia e Germania (vari treni Eurocity diurni e uno notturno collegano Monaco di Baviera a Verona,) e di una stazione di autocorriere per i collegamenti regionali, nazionali e internazionali, di un aeroporto internazionale (Aeroporto Bolzano Dolomiti). Inoltre, sono presenti tre treni Frecciargento al giorno da e per Roma Termini.

### Collegamenti regionali
Bolzano è il punto di partenza principale dei pullman per raggiungere le altre località del territorio. La società che gestisce il trasporto extraurbano, la SAD (Società Autobus Alto Adige), offre un servizio efficiente e puntuale.
Bolzano dispone di diverse stazioni ferroviarie, che la collegano alle altre località sulla linea principale del Brennero (tra cui: Egna, Bressanone e Fortezza), ma anche alle località situate sui rami che arrivano fino a Merano e a San Candido:
- Stazione Centrale
- Stazione Bolzano Sud-Fiera
- Stazione di Ponte d'Adige-Frangarto
- Stazione di Bolzano Casanova

Con la rinnovata Ferrovia della Val Venosta, gestita dalla provincia autonoma di Bolzano, si può arrivare da Bolzano a Malles in treno. Il capoluogo è collegato a Merano con partenze ogni ora anche dalla linea di autobus extraurbani.
La mobilità pubblica in Alto Adige è inserita all'interno del Sistema di trasporto integrato Alto Adige, caratterizzato da titoli di viaggio, tariffe e orari unificati su tutto il territorio provinciale. Nello specifico sono inclusi nel sistema:
- tutti gli autobus urbani, extraurbani e i citybus
- i treni regionali per le tratte di competenza della Provincia e fino a Trento e Innsbruck
- il trenino del Renon e le funivie del Renon, di San Genesio, di Verano, di Meltina e di Maranza.

Altrettanto sviluppata è la rete di Piste ciclabili dell'Alto Adige. Da Bolzano partono molte fra le più importanti piste ciclabili che consentono di visitare le Dolomiti.

### Collegamenti urbani

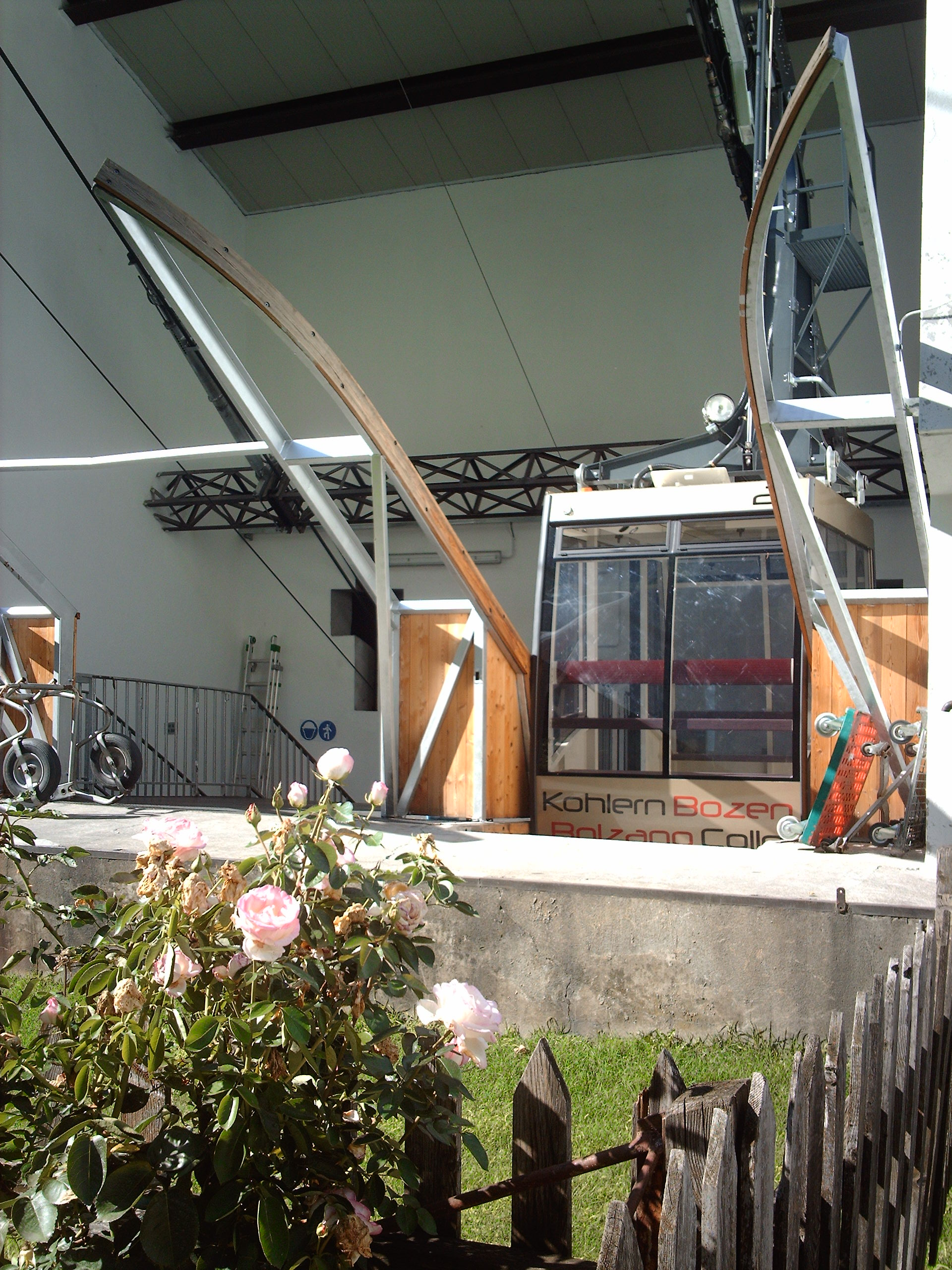
Stazione a valle della funivia del Colle, con le rinnovate cabine

Il sistema di trasporti pubblici bolzanino, gestito dalla società SASA, è ben sviluppato, puntuale ed efficiente. La rete urbana di autobus è costituita da 17 linee, inclusa la notturna 153 e le linee che collegano le principali località dell'hinterland, come Laives e Cardano. Tre funivie collegano la città a località montane poste a quota superiore ai 1.000 m s.l.m.: San Genesio, Soprabolzano sul Renon e il Colle. Tra queste la Funivia del Colle è di importanza storica essendo la più antica del mondo per il trasporto di persone usate inizialmente per trasporto di materie prime.
La nuova funivia del Renon, in servizio dal 23 maggio 2009, è invece degna di nota in quanto si basa su una moderna tecnologia a tre funi (due funi portanti e una fune traente). La doppia fune portante raggiunge un’elevata stabilità al vento. Il sistema, costruito dall’azienda altoatesina Leitner Spa, è in grado di trasportare fino a 720 persone all'ora.
In passato vi erano anche due funicolari (Virgolo e Guncina).
L'intera città è percorsa da una rete di 8 piste ciclabili per un totale di 39 km, e, nel confronto con le altre città italiane, vanta il maggior numero di spostamenti effettuati dai cittadini sulle due ruote. Con la costruzione dei nuovi quartieri a sudovest è stata proposta la costruzione di una metropolitana di superficie che colleghi l'ospedale centrale con i nuovi quartieri di Firmian e Casanova, la Fiera, Oltrisarco e il Centro. Per migliorare il sistema di trasporti e scoraggiare l'utilizzo del mezzo privato (tuttora intensissimo e concausa di problemi di inquinamento atmosferico e acustico) si è a più riprese suggerito di potenziare i collegamenti fra Bolzano e la Bassa Atesina e di costruire di una metropolitana suburbana (sul modello delle S-Bahn germaniche) che colleghi l'Oltradige al capoluogo. Da queste zone proviene gran parte degli oltre 85.000 pendolari che raggiungono quotidianamente il capoluogo altoatesino, riproponendo così la ferrovia Bolzano-Caldaro, abbandonata nel 1971.
In passato la città disponeva inoltre di una rete tramviaria, la tramvia di Bolzano, della ferrovia a cremagliera del Renon, sostituita dalla funivia, della funicolare del Virgolo - poi sostituita nel secondo dopoguerra da una funivia aerea - e della funicolare del Guncina.

## Amministrazione
Bolzano è capoluogo dell'omonima comunità comprensoriale ed è suddivisa in cinque circoscrizioni:
- Centro-Piani-Rencio
- Oltrisarco-Aslago
- Europa-Novacella
- Don Bosco
- Gries-S. Quirino

### Politica e identità etniche

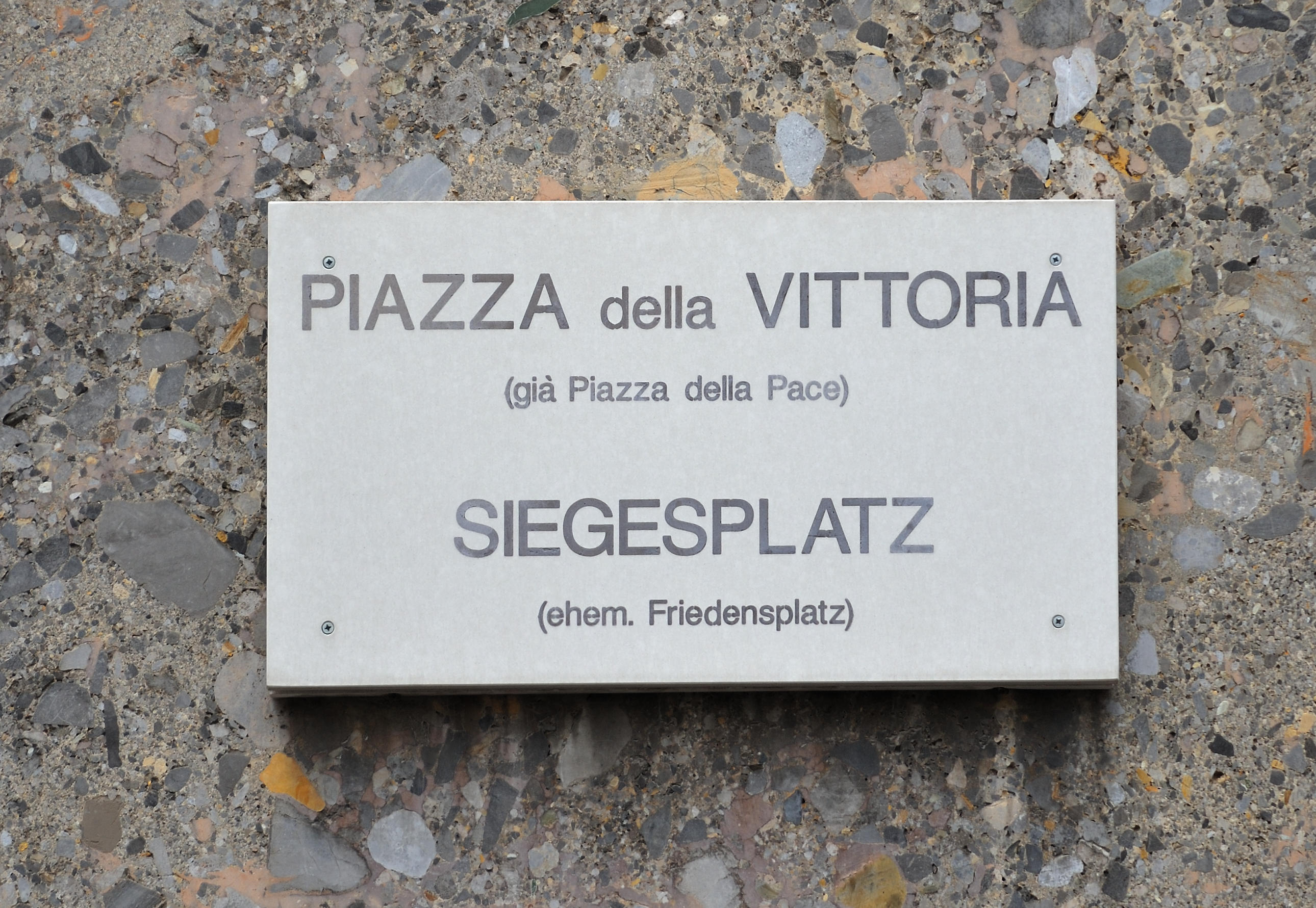
Targa di piazza della Vittoria dopo il referendum del 2002.

A partire dalle prime elezioni democratiche successive al secondo dopoguerra Bolzano venne retta da governi di coalizione DC-SVP; dopo il cambiamento del sistema politico noto come seconda repubblica la coalizione si è evoluta in uno schieramento di centrosinistra allargato alla SVP. Dal 1995 al 2005 il sindaco della città fu Giovanni Salghetti Drioli, che portò un periodo di stabilità fra i gruppi linguistici.
Dopo il referendum comunale del 7 ottobre 2002 per il ripristino del nome di "Piazza della Vittoria" (Siegesplatz), che era stato mutato precedentemente in "Piazza della Pace" (Friedensplatz) dal sindaco, nel tentativo di dare un maggiore segno di unione tra i gruppi linguistici, la situazione è tornata più tesa, almeno dal punto di vista politico. Gran parte della comunità italofona, indipendentemente dallo schieramento politico, ha percepito il gesto come un tentativo di cancellare l'"identità italiana" da parte del governo cittadino, votando quindi per il ripristino del nome.

### Elezioni comunali 2005
La situazione politica cittadina si fece ancora più incerta dopo le elezioni comunali del maggio 2005, con la vittoria considerata "storica" del sindaco esponente del centrodestra, l'architetto Giovanni Benussi, ma con il consiglio comunale in maggioranza di centrosinistra-SVP (che aveva 27 seggi su 50 contro i 21 del centrodestra). Si presentò così una situazione di sostanziale ingovernabilità. Le soluzioni erano due: una coalizione allargata ai partiti moderati del centrosinistra o elezioni anticipate. Il candidato di centrosinistra, il sindaco uscente l'avvocato Giovanni Salghetti Drioli, era stato sconfitto al ballottaggio per soli sette voti. Al primo turno Benussi era uscito con il 42,22% dei consensi contro il 34,83% di Salghetti. L'SVP, che aveva concorso con un proprio candidato al primo turno, il vicesindaco uscente e Obmann del partito Elmar Pichler Rolle, aveva avuto il 16,74% e di fatto, se si fosse alleata al primo turno con il centrosinistra avrebbe consentito la terza vittoria di Salghetti con il 51,57%, con tuttavia un forte calo di consensi, soprattutto nei quartieri popolari (se dal punto di vista delle circoscrizioni il centrosinistra poteva contarne 4 su 5, da quello dell'elezione del sindaco ne ha solo 2). Né Salghetti né Benussi erano iscritti a partiti, ma entrambi provengono da un ambiente cattolico (Salghetti dall'Azione cattolica e Benussi da Comunione e Liberazione). La situazione verificatasi fece sì che se il sindaco eletto fosse di centrodestra, mentre il presidente e vicepresidente del consiglio comunale eletti fossero di centrosinistra-SVP: Patrizia Trincanato dei Verdi e Norbert Clementi della SVP. Dopo i no ribaditi da SVP e Margherita, il "sindaco di maggio" presentò una giunta tutta di destra. La giunta Benussi non raccolse i consensi necessari e di conseguenza sia consiglio sia giunta decaddero (22 giugno 2005).
Il sindaco aveva proposto al consiglio comunale una giunta formata da quattro assessori di Alleanza Nazionale, due di Forza Italia, uno della Lega Nord (il consigliere della Lega, Kurt Pancheri, è di lingua tedesca), uno di Unitalia e due assessori esterni di cui uno di lingua tedesca. Mancando la fiducia del consiglio comunale, il Commissario del governo per la provincia autonoma di Bolzano, Giustino di Santo, provvide a sciogliere il Consiglio comunale e a nominare un Commissario amministrativo straordinario coadiuvato da tre subcommissari (di cui uno di madrelingua tedesca), che hanno guidato la città alle successive elezioni comunali di novembre: in un primo momento era stato nominato Marcello Forestiere, prefetto vicario a Bologna; dopo venti giorni venne però sostituito da Maria Serena Pompili, vice prefetto vicario presso il commissariato del governo della stessa Bolzano. Il commissario del governo giustificò la scelta sostenendo che a guidare una città come Bolzano era necessaria una persona che conoscesse bene la realtà locale. Due giorni dopo, poiché il consiglio dei ministri aveva "messo a disposizione" (ossia, destituito) il commissario del governo, il commissario della città ha coperto per tre settimane anche la carica di commissario del governo.
Alle nuove elezioni svoltesi il 6 novembre 2005 è stato eletto al primo turno, con il 50,4% dei voti, il candidato appoggiato dall'Unione (con l'eccezione del PdCI), dall'SVP e dall'UDC, Luigi Spagnolli. Per la prima volta la SVP ha rinunciato a presentare un proprio candidato sindaco.

### Consolati
Bolzano è sede dei seguenti consolati onorari:
- Germania[91]
- Federazione Russa[92]

### Gemellaggi
- Sopron, dal 1990[93]
- Erlangen, dal 2018[94]

## Sport
La città ospita ogni anno numerose manifestazioni sportive; lo sport più seguito e praticato è l'hockey su ghiaccio, inoltre ha dato i natali a moltissimi sportivi. Secondo alcuni studi, Bolzano risulta una delle città italiane dove la popolazione svolge più attività fisica. Bolzano è sede della Federazione Italiana Faustball.

### Impianti sportivi

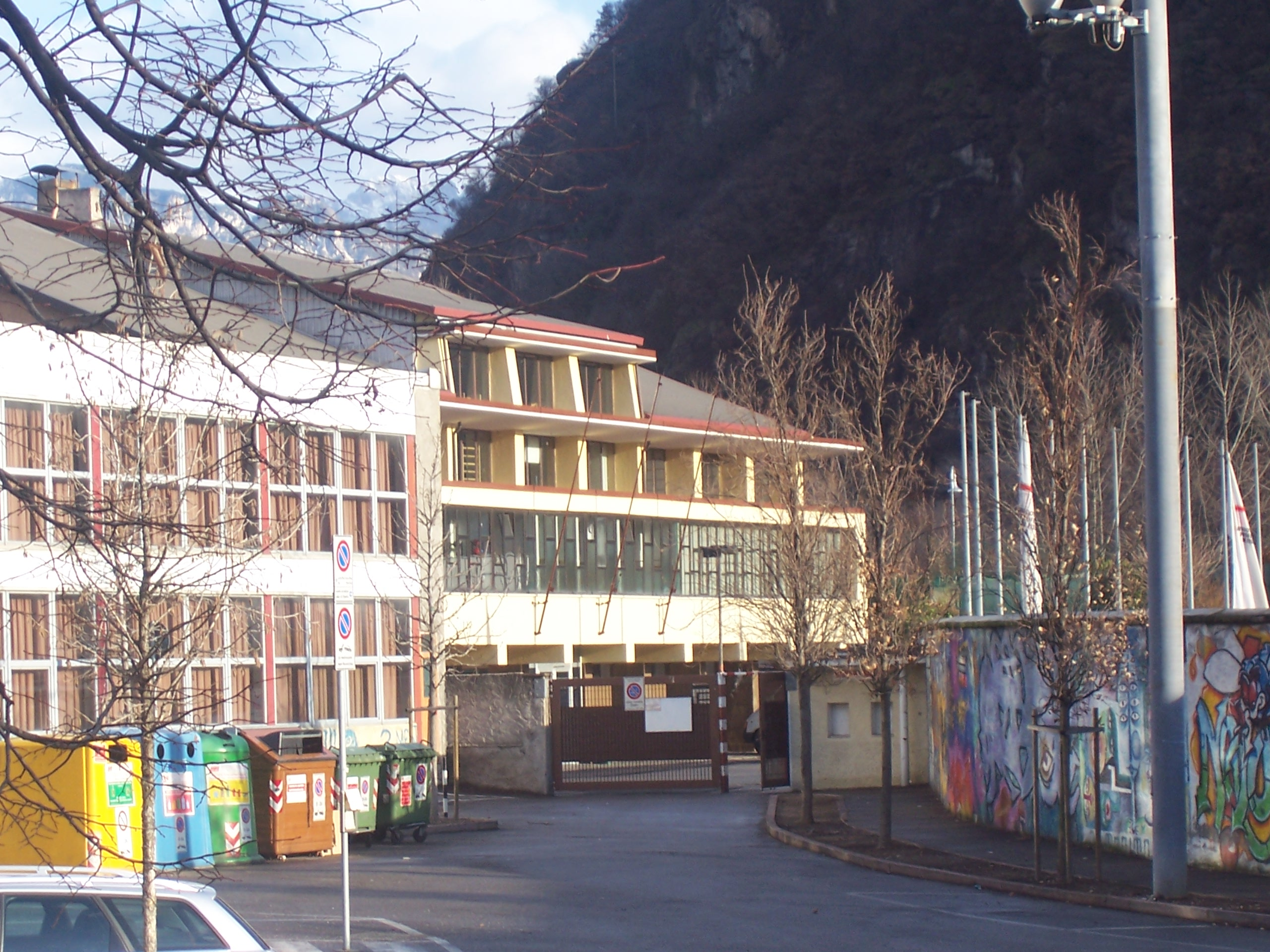
Il Palazzo dello Sport (PalaMazzali)

- Sparkasse Arena – nota anche come Palaonda, stadio del ghiaccio. Capace di 7.220 posti a sedere, prima delle Olimpiadi di Torino 2006 era il più grande e capiente impianto del settore in Italia.
- Stadio Druso – costruito come stadio polisportivo, perlopiù dedicato a calcio ed atletica leggera, tra il 2019 e il 2021 è stato ristrutturato e trasformato in impianto puramente calcistico, per una capienza di circa 5.500 spettatori.
- Stadio Europa – stadio di football americano. Campo sintetico con 3.000 posti esclusivamente a sedere.
- Palasport – noto anche come PalaResia (dal nome della via in cui sorge). Con i suoi 2608 posti a sedere ospita vari avvenimenti sportivi, nonché concerti e spettacoli.
- Palazzo dello Sport di viale Trieste – noto anche come "PalaMazzali" (dal nome della cestista Paola Mazzali, scomparsa nel 2006), è il palazzetto dello sport situato dietro lo stadio Druso.
- Piscine: i maggiori impianti natatori cittadini sono la piscina coperta di via Maso della Pieve, dotata di una vasca da 25 m, che annualmente ospita un meeting internazionale di nuoto, nonché le tre vasche del Lido di Bolzano (una coperta e due scoperte, dedicate anche ai tuffi), costruito nel 1931 presso il già citato stadio Druso, su progetto di Ettore Sottsass e Willy Weyhenmeyer.

### Hockey su ghiaccio

Logo dei mondiali di hockey su ghiaccio 1994

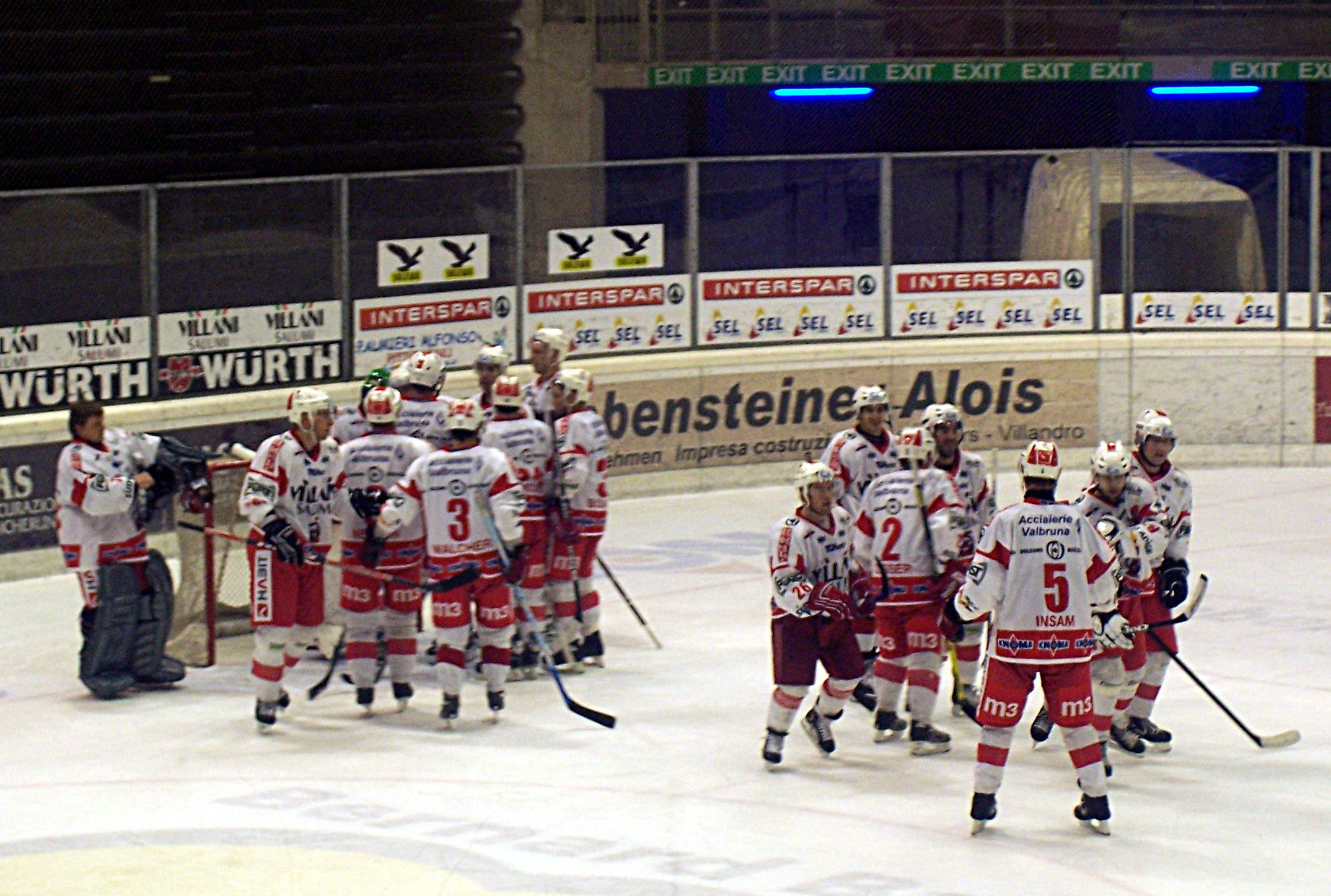
I giocatori dell'HC Bolzano (stagione 2006/2007)

Bolzano ha ospitato assieme a Milano e Canazei l'edizione 1994 del campionato del mondo di hockey su ghiaccio, sport che gode del maggior seguito di appassionati sia in città sia in tutta la provincia.
La compagine locale, l'Hockey Club Bolzano Foxes, è la più titolata d'Italia, con diciannove scudetti all'attivo, oltre a tre coppe Italia, tre supercoppe Italiane e – a livello internazionale – un'Alpenliga e un Torneo 6 nazioni. Dalla stagione hockeystica 2013/2014 i biancorossi militano nel campionato austriaco, lega sovranazionale che comprende, oltre ad austriache ed italiane, anche squadre ungheresi, ceche, croate, slovacche e slovene. La prima stagione si concluse trionfalmente, con la vittoria nel campionato (prima volta di una squadra non austriaca), bissata poi nella stagione 2017-2018. Tra le file dell'Hockey Club Bolzano hanno militato giocatori come Jaromír Jágr, Kent Nilsson, Scott Young, Mark Pavelich, Niklas Hjalmarsson.
In serie A2 militava invece l'EV Bozen 84 ma dal 2016 è attivo solo a livello giovanile.
Nel 2006 le due squadre bolzanine, insieme all'HC Settequerce, avevano creato un farm team, per fare crescere i vivai: l'HC Future Bolzano, che ha militato per una sola stagione in serie A2, prima di passare a dedicarsi esclusivamente al settore giovanile. Un'altra squadra di Bolzano che ha militato in serie A è stata l'HC Latemar, che ha però terminato l'attività negli anni '90.
Anche a livello femminile, Bolzano vanta diversi successi: l'Hockey Club Eagles Bolzano, sciolta nel 2008, era una delle squadre più titolate, con 7 scudetti. Dopo la sua scomparsa, a disputare il massimo campionato è l'EV Bozen 84, con la propria squadra femminile, l'EV Bozen Eagles, vincitrice a sua volta di undici titoli italiani, una coppa Italia e due edizioni della EWHL.

### Calcio

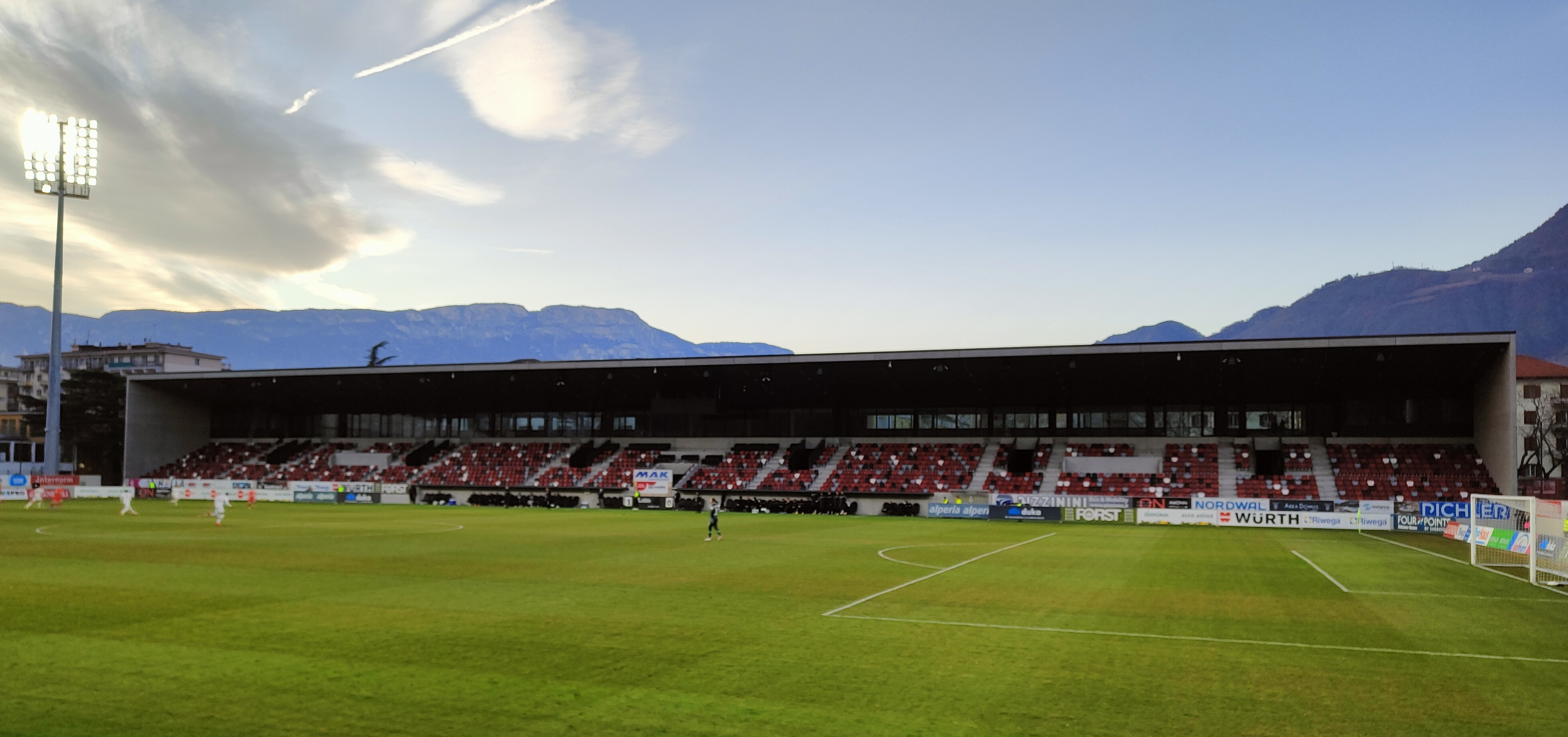
La tribuna Zanvettor dello stadio Druso nel 2022

Le principali società calcistiche di Bolzano sono il Fussball Club Südtirol (fondato nel 1974 a Bressanone e trasferito in città nel 2000), l'Associazione Calcio Virtus Bolzano (istituita nel 2015) e il Bozner Fussball Club (nato nel 1962). Tra di esse il Südtirol è di gran lunga la società più strutturata, avendo al suo attivo diverse partecipazioni alla terza serie e una promozione in Serie B.
A livello storico la maggior realtà calcistica cittadina è stata, per circa ottant'anni, il Bolzano, fondata nel 1931, il cui maggior successo è costituito dalla partecipazione al campionato di Serie B 1947-1948. Dopo un lungo periodo di crisi, nel 2015 si è unito alla Virtus Don Bosco (club dell'omonimo quartiere) per formare la già citata Virtus Bolzano.
Maggiori sedi bolzanine deputate alla pratica di tale sport sono lo stadio Druso di viale Trieste (principale arena scoperta cittadina, storico campo casalingo del Bolzano e, dal 2000, del Südtirol) e la zona sportiva di viale Cadorna (ove hanno sede il campo sportivo ex-Righi - anche noto come Internorm Arena per motivi di sponsorizzazione -, sede della Virtus Bolzano, e il campo sportivo Talvera, ove gioca il Bozner).

### Pallavolo
Il Neruda Volley, club pallavolistico basato a Bronzolo, la cui prima squadra femminile milita nella prima divisione nazionale, disputa le gare casalinghe presso il PalaResia di Bolzano.

### Football americano e flag football
La città vanta una lunga tradizione nel football americano. I Giants Bolzano, la squadra cittadina, vanta 6 partecipazioni al Superbowl italiano e una vittoria, e disputa le partite allo Stadio Europa, in via Resia. In passato è esistita una seconda squadra bolzanina, i Jets, con 10 anni di militanza in massima serie e 3 al secondo livello all'attivo. Un'ulteriore squadra bolzanina furono i Gators Bolzano, attivi un solo anno nel football (nel campionato Alpeadria, secondo livello della federazione austriaca) ma con buoni risultati nel flag football (3 Finalbowl giocati, due volte in semifinale assoluta).

### Kick Boxing/Muay Thai
Bolzano vanta la presenza sul territorio di una rappresentanza di riguardo anche negli sport da ring, il plurititolato campione del mondo, nonché pioniere di tali sport in Italia, Franz Haller.

### Ciclismo
Bolzano è un nodo importante della rete di piste ciclabili dell'Alto Adige.
Giro d'Italia
Bolzano è stata sede della cosiddetta "Grande Partenza" del Giro d'Italia nell'edizione del 1964, con il via ufficiale della corsa dato il 16 maggio dal viale Druso alla volta di Riva del Garda, dove si concluse la prima tappa con la vittoria di Vittorio Adorni.
È stata inoltre sede di arrivo finale del Giro d'Italia nell'edizione del 1970, con il traguardo del 7 giugno posto allo Stadio Druso, dove si concluse l'ultima tappa (proveniente da Dobbiaco) con la vittoria di Luciano Armani e successo finale del belga Eddy Merckx.
In totale, la città è stata sede di tappa della "Corsa Rosa" in ventiquattro occasioni (undici partenze e tredici arrivi).
Gli arrivi di tappa del Giro a Bolzano sono stati i seguenti:
- 1933, 16ª tappa, Bassano del Grappa-Bolzano, vinta da Gerard Loncke.
- 1949, 11ª tappa, Bassano del Grappa-Bolzano, vinta da Fausto Coppi.
- 1950, 9ª tappa, Vicenza-Bolzano, vinta da Gino Bartali.
- 1951, 18ª tappa, Cortina d'Ampezzo-Bolzano, vinta da Fausto Coppi.
- 1952, 11ª tappa, Venezia-Bolzano, vinta da Fausto Coppi.
- 1953, 19ª tappa, Auronzo di Cadore-Bolzano, vinta da Fausto Coppi.
- 1954, 20ª tappa, San Martino di Castrozza-Bolzano, vinta da Fausto Coppi.
- 1958, 17ª tappa, Levico Terme-Bolzano, vinta da Ercole Baldini.
- 1959, 15ª tappa, Trento-Bolzano, vinta da Miguel Poblet.
- 1966, 18ª tappa, Levico Terme-Bolzano, vinta da Michele Dancelli.
- 1970, 20ª tappa, Dobbiaco-Bolzano, vinta da Luciano Armani.
- 1986, 21ª tappa, Bassano del Grappa-Bolzano, vinta da Acácio da Silva.
- 2003, 15ª tappa, Merano-Bolzano (cron. individuale), vinta da Aitor González.

### Podismo
Il 31 dicembre di ogni anno si svolge l'importante manifestazione podistica di San Silvestro, la BOclassic, una gara sulla distanza dei 10 km (cinque per le donne) che attraversa il centro storico della città e che ha visto tra i vincitori atleti come Sergiy Lebid, Paul Kosgei, Salvatore Antibo, Tegla Loroupe.

### Basket
A livello maschile sono presenti il Basket Europa (Serie C silver) e Piani Junior (serie D Regionale).
Nel 2015 ha inoltre incominciato la propria attività anche Olimpia Bolzano con una formazione giovanile.
A livello femminile, la società di maggior prestigio è il Basket Club Bolzano, che disputa il campionato di A2 Nazionale ma ha alle spalle anche due campionati di serie A1 (stagione 2003/2004 e 2005/2006). La società ha da qualche anno affidato il proprio settore giovanile al Basket Rosa Bolzano, società satellite che cura sia il settore giovanile femminile, sia il Minibasket, sia maschile sia femminile.
È inoltre presente la Pallacanestro Bolzano, che milita nel campionato di Serie B Regionale.
La struttura che ospita l'attività cestistica cittadina è il Palazzetto Paola Mazzali, in memoria dello storico capitano, deceduta in un incidente stradale nell'agosto del 2006.

### Pallamano
Principale squadra di pallamano cittadina è il SSV Bozen Handball (a sua volta sezione della polisportiva SSV Bozen), più volte vincitrice del campionato italiano.

### Faustball
Bolzano è l'unica città d'Italia a vantare una squadra di faustball. La squadra, appartenente alla società SSV Bozen, costituisce da sola anche la Nazionale Italiana Faustball. Gioca nella serie A austriaca (1. Österreichische Bundesliga).

### Baseball
- Bolzano Baseball Club[99]
- Baseball Club Pool 77[99]
- Adler Baseball Bolzano[senza fonte]

Per quanto riguarda il softball invece:
- Softball Club Dolomiti[100]

### Rugby
- Sudtirolo Rugby, ha militato durante la sua storia in serie C.[101]

### Cheerleading
- Cheerleaders Giants Bolzano